# Castelo de Buda
O Castelo de Buda (em húngaro:  Budai Vár), no passado também chamado de Palácio Real (em húngaro Királyi-palota) e Castelo Real (em húngaro Királyi Vár), é um castelo histórico dos reis húngaros em Budapeste, Hungria. Foi construído na encosta sul da Colina do Castelo, próximo do velho Bairro do Castelo (em húngaro Várnegyed), o qual é famoso pelas suas casas e edifícios públicos medievais, barrocos e oitocentistas. O castelo está ligado à Praça Adam Clark e à Ponte Széchenyi Lánchíd pelo Funicular da Colina do Castelo.
O Castelo de Buda foi classificado pela Organização das Nações Unidas para a Educação, a Ciência e a Cultura (UNESCO), em 1987, como Património da Humanidade, integrado no sítio Budapeste, com as Margens do Danúbio, o Bairro do Castelo de Buda e a Avenida Andrássy.

## História

### Idade Média
A primeira residência a surgir na Colina do Castelo foi construída pelo Rei Bela IV da Hungria no século XIII, durante 1247 e 1265, após a invasão mongol. Não existem evidências arqueológicas sobre esta residência, pelo que permanece desconhecido se esta se erguia na encosta sul da colina ou na elevação norte próxima do Kammerhof. A parte mais antiga do actual palácio foi construída no século XIV pelo Príncipe Estevão, Duque da Eslavónia, o irmão mais novo do Rei Luís I da Hungria. Apenas restam as fundações da Torre de Estevão. O palácio gótico do Rei Luís I foi organizado em torno de um pátio apertado próximo da Torre de Estevão.

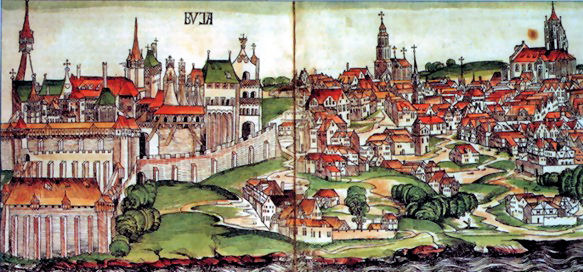
O Castelo de Buda durante a Idade Média. Ilustração extraída das Crónicas de Hartmann Schedel

O rei Sigismundo Luxemburgo da Hungria (em húngaro: Luxemburgi Zsigmond), ampliou grandemente o palácio. Sigismundo, como Sacro Imperador Romano-Germânico, necessitava de uma magnífica residência real para expressar a sua primazia entre os governantes da Europa. O Castelo de Buda foi a principal residência do Imperador, pelo que durante o seu longo reinado o palácio se tornou, provavelmente, no maior palácio gótico do fim da Idade Média. Buda também era um importante centro artístico do estilo gótico internacional.
Os trabalhos de construção começaram na década de 1410 e foram terminados em grande parte na década de 1420, embora alguns trabalhos de menor importância tenham continuado até à morte do Rei. A parte mais importante do palácio de Sigismundo era a ala norte, chamada de "Palácio Fresco". No topo deste edifício existia uma gigantesca galeria (70 m x 20 m) com um tecto de madeira entalhada e grandes janelas e varandas com vista para a cidade de Buda. Este salão era chamado de "Galeria Romana". A fachada do palácio estava decorada com estátuas e brasões. O palácio foi mencionado pela primeira vez em 1437 sob o nome de "fricz palotha".

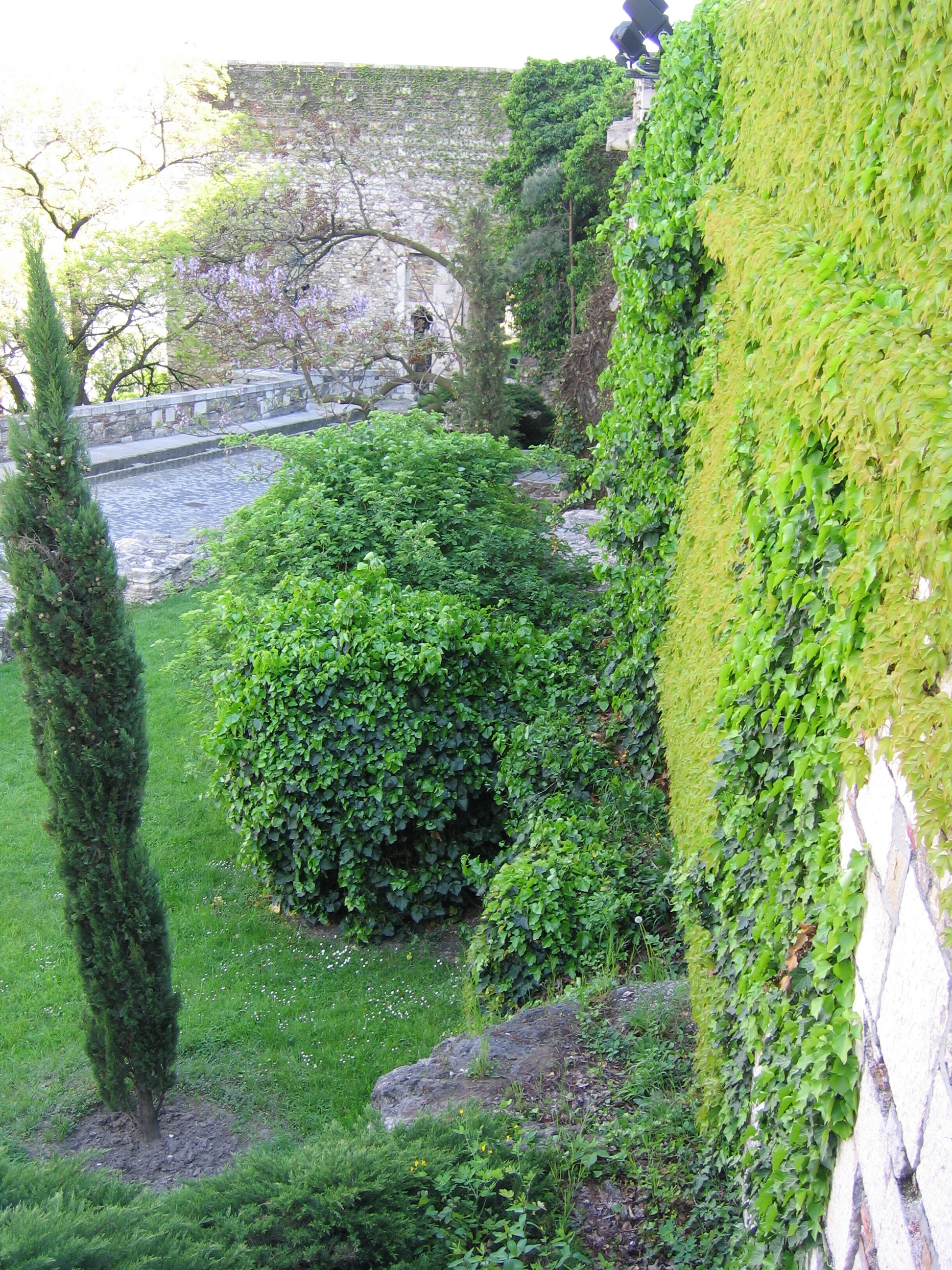
Castelo de Buda - zwinger medieval.

Sigismundo também  reforçou as fortificações em volta do palácio. A parte sul da residência real foi rodeada com estreitas zwingers. Duas muralhas paralelas, as chamadas "muralhas cortina", descem do palácio ao Rio Danúbio ao longo da colina escarpada. A estrutura mais imponente, a famosa "Torre Quebrada" (em húngaro: Csonka-torony), no lado oeste do cour d'honneur (pátio de hontra) permanece inacabada. A base da torre foi usada como prisão, enquanto que os andares superiores serviram, provavelmente, como tesouro das jóias Reais.
Em frente ao palácio ergue-se a estátua equestre de Sigismundo, mais tarde reparada pelo rei Matias Corvino. A última fase de actividade de construções em grande escala aconteceu na época do Rei Matias Corvino. Durante as primeiras décadas do seu reinado o monarca empreendeu e terminou os trabalhos no palácio gótico. A Capela Real - com a sobrevivente Igreja Baixa - foi provavelmente construída nesta época.
Depois do casamento de Matias e Beatriz de Aragão, a filha do rei de Nápoles, em 1476, humanistas italianos, artistas e artesãos chegaram a Buda. A capital húngara tornou-se no primeiro centro do Renascimento a norte dos Alpes. O Rei reconstruiu o palácio no estilo renascentista inicial. O cour d'honneur foi modernizado e uma loggia (galeria aberta) italiana foi acrescentada. Dentro do palácio foram criadas duas salas com tectos dourados, a famosa Biblioteca Corvina e uma passagem com os 12 signos do Zodíaco pintados a fresco. A fachada do palácio foi decorada com as estátuas de João Corvino, László Hunyadi e do próprio Rei Matias. No meio do pátio existia uma fonte com a estátua de Palas Atená. Restam apenas fragmentos do palácio renascentista: balaustradas em mármore encarnado, lintéis, ladrilhos decorativos vidrados de fogões e pavimentos.
Nos últimos anos do seu reinado, Matias Corvino começou a construir um novo palácio renascentista no lado este do Pátio de Sigismundo, a seguir ao Palácio Fresco. O Palácio de Matias permaneceu inacabado devido à morte prematura do Rei. A partir de fontes escritas sabemos que este tinha uma monumental escadaria em mármore encarnado em frente da fachada. Os portões de bronze foram decorados com painéis representando as façanhas de Hércules. Matias Corvino era habitualmente identificado com Hércules pelos humanistas da sua Corte. Uma grande estátua de bronze do herói grego dava as boas-vindas aos convidados no pátio do complexo palaciano onde as justas eram disputadas.
Os jardins murados do palácio foram dispostos nas encostas ocidentais da Colina do Castelo. No meio da área cercada foi construída uma villa renascentista por Matias. Apenas sobreviveu uma coluna da chamada "Aula Marmorea". Depois da morte de Matias Corvino, o seu sucessor, Vladislau II, continuou as obras no Palácio de Matias, especialmente depois do seu casamento com Anne de Foix-Candale, em 1502.

### Era Otomana
Depois da Batalha de Mohács, o medieval Reino da Hungria colapsou. O exército Otomano ocupou a cidade evacuada no dia 11 de setembro de 1526. Embora Buda tenha sido saqueada e incendiada, o palácio Real não foi danificado. O Sultão Solimão, o Magnífico levou todas as estátuas de bronze (a Hunyadis, Palas Atená e Hércules) consigo para Constantinopla. As estátuas foram destruídas ali, durante uma rebelião, alguns anos mais tarde. O Sultão também se apossou de muitos volumes da famosa biblioteca de Corvino. Em 1529, o exército otomano cercou e ocupou Buda novamente. O palácio, desta vez, foi bastante danificado. Durante o reinado do Rei João Zápolya), o último governante de nacionalidade húngara, o palácio foi reparado pela última vez. Na encosta sul da Colina do Castelo foi construída a "Grande Arruela" por engenheiros militares italianos. O bastião circular é a mais imponente estrutura sobrevivente do velho palácio. No dia 29 de agosto de 1541, Buda foi ocupada uma vez mais pelos otomanos sem qualquer resistência. A capital húngara tornou-se parte do Império Otomano como sede do vilaiete de Budin.
Apesar de viajantes turcos terem escrito entusiasticamente sobre a beleza do palácio dos Reis húngaros, o novo governo otomano deixou o edifício entrar em decadência. Foi usado parcialmente como aquartelamento, local de armazenamento e estábulos, não desempenhando qualquer das nobres funções para as quais foi construído. O palácio, nesta época, foi chamado pelos turcos de Iç Kala ("Castelo Interior") e Hisar Peçe ("Cidadela"). O nome do cour d'honneur era Seray meydani. O epíteto favorito para o complexo era "Palácio das Maçãs Douradas".
No período compreendido entre 1541 e 1686, os Habsburgo tentaram recuperar Buda várias vezes. Cercos mal sucedidos efectuados em 1542, 1598, 1603 e 1684 causaram sérios danos. As autoridades otomanas repararam apenas as fortificações. De acordo com fontes do século XVII, muitos dos edifícios do antigo Palácio Real ficaram sem telhado, tendo as suas abóbadas colapsado. Apesar de tudo, grande parte do palácio medieval sobreviveu até ao grande cerco de 1686.

### Destruição do palácio medieval

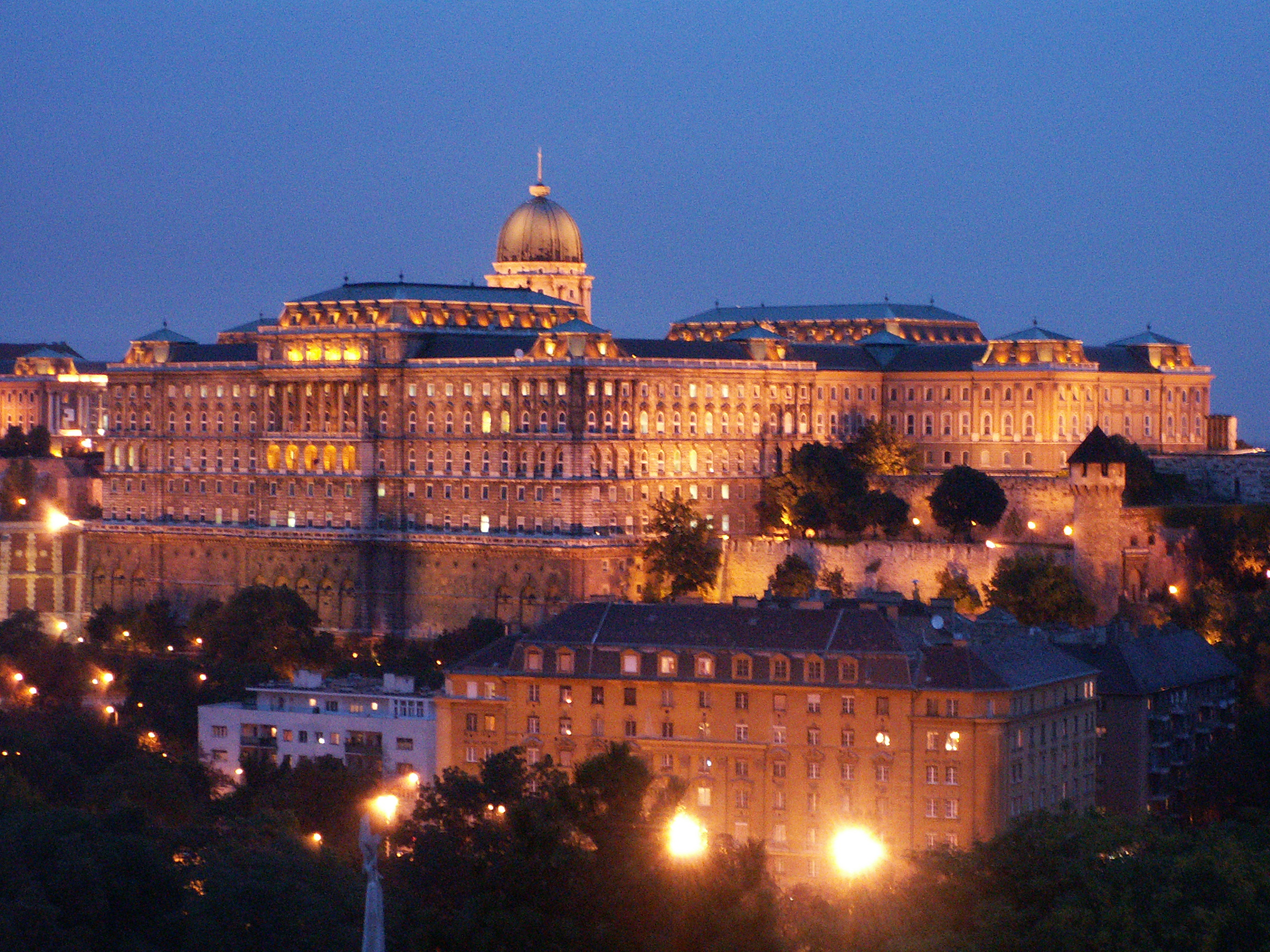
O Castelo de Buda à noite.

O palácio medieval foi destruído durante o grande cerco de 1686, quando Buda foi capturada pelas forças cristãs aliadas. No pesado bombardeamento de artilharia muitos dos edifícios colapsaram e arderam. A Torre de Estevão, usada como paiol de pólvora pelos otomanos, explodiu. De acordo com fontes contemporâneas, a gigantesca explosão matou 1500 soldados turcos e causou um maremoto no Rio Danúbio, o qual varreu guardas e baterias de artilharia estacionados na margem oposta. Isto foi causado por um único tiro de canhão disparado por um monge chamado Gábor, também referido como Tüzes Gábor, isto é, "Monge Gabriel".
Os engenheiros militares dos Habsburgo traçaram vários planos e desenhos acerca dos edifícios al longo das décadas seguintes. Apesar de as paredes terem sobrevivido em grande parte, a estrutura ardida entrou rapidamente em decadência devido à falta de manutenção básica. Entre 1702 e 1715, a Torre Estêvão desapareceu totalmente, e o palácio ficou sem reparação possível. Em 1715, o Rei Carlos III ordenou a demolição das ruínas. Johann Hölbling avaliou as estruturas ainda existentes. De acordo com a ordem Real, as estátuas de mármore, antiguidades, inscrições e moedas sobreviventes foram poupadas (não existem evidências da realização do decreto Real). A maior parte do palácio e da Torre Quebrada foi totalmente demolida, as concavidades e fossos foram preenchidos, e um novo terraço plano foi estabelecido. Felizmente, as fortificações, zwingers e salas da parte sul ficaram apenas enterradas sob toneladas de entulho e terra.

### Palácio barroco
Em 1715 foi construído um pequeno palácio barroca de acordo com os planos de Johann Hölbling. Este edifício rectangular muito simples possuía um pátio interior e uma curta ala lateral, a qual foi mais tarde demolida. O palácio idealizado por Hölbling era idêntico ao coração do actual palácio, isto é, o Pátio Barroco do Museu Histórico de Budapeste. O interior do palácio permaneceu por concluir e, em 1719, os trabalhos de construção pararam. O Hofkriegsrat encarregou Fortunato di Prati de traçar vários planos para o palácio, mas a falta de dinheiro impediram a sua implementação. Em 1723 o palácio ardeu acidentalmente, tendo as suas janelas sido emparedadas como forma de impedir a futura deterioração do edifício. Vários desenhos das décadas de 1730 e 1740 mostram a carcaça inacabada e decadente do simples bloco de dois andares. Algumas gravuras exibem uma idealização do edifício, uma versão acabada que nunca existiu. Em algum momento por volta de 1730 os telhados foram reparados.

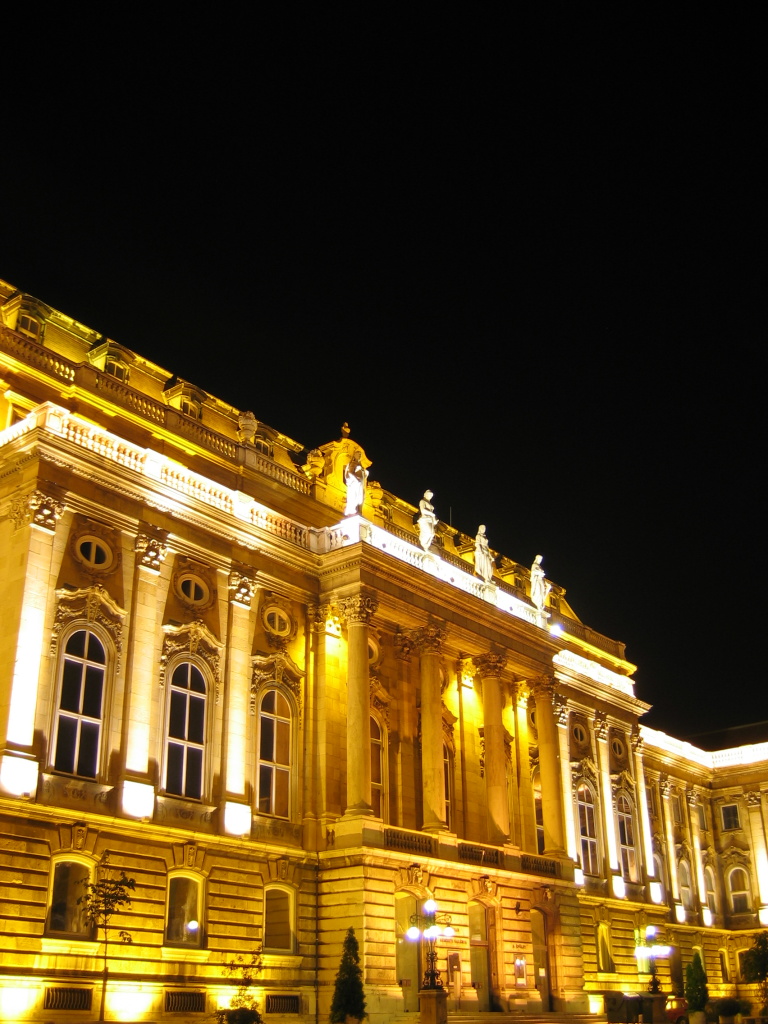
A fachada Hillebrandt do cour d'honneur.

Em 1748, o Conde Antal Grassalkovich, Presidente da Câmara Húngara, apelou ao povo para que se terminasse o abandonado palácio por meio de subscrição pública. O palatino János Pálffy também fez um chamado aos condados e às cidades para acudirem ao projecto. O momento era favorável, uma vez que relações entre a nobreza húngara e os Habsburgo eram excepcionalmente boas. Os húngaros haviam apoiado a Rainha Maria Teresa da Áustria nas grandes necessidades da Guerra da Sucessão Austríaca. A Rainha ficou agradecida, e o novo Palácio Real tornou-se no símbolo de paz e amizade entre a dinastia e a nação.
Os planos do esplêndido palácio barroco em forma de U, com um cour d'honneur, foram desenhados por Jean Nicolas Jadot, arquitecto chefe da Corte de Viena. Depois de 1753 os planos foram modificados pelo seu sucessor, Nicolaus Pacassi. O mestre construtor Ignác Oraschek, que dirigiu as obras entretanto, também modificou os planos de acordo com as suas próprias ideias. A simbólica primeira pedra do palácio foi colocada no dia 13 de maio de 1749, a data de aniversário da Rainha. As obras continuaram a bom ritmo até 1758, quando dificuldades financeiras causaram uma pausa de sete anos. Por essa época só os interiores foram deixados por concluir.
De acordo com documentos históricos sobreviventes, o esquema do palácio seguiu os planos assinados por Jadot a partir de 1749. As fachadas, alguns elementos interiores e a Capela de São Sigismundo são obra de Pacassi, enquanto as falsas abóbadas duplas foram, provavelmente, planeadas por Oraschek, antigo mestre construtor do Conde Grassalkovich. As falsas abóbadas duplas foram elementos típicos dos chamados castelos barrocos de tipo Grassalkovich, como é o caso do Palácio de Gödöllő. Este elemento especial foi mais tarde removido do palácio de Buda.
Em 1764, a Rainha visitou o palácio e permitiu o gasto de 20.000 talers anuais com o projecto. O trabalho foi recomeçado em 1765 de acordo com os planos de Franz Anton Hillebrandt. Hillebrand alterou a fachada da ala central no cour d'honneur ao estilo Rococó. Em 1769, a Capela de São Sigismundo foi consagrada, e no mesmo ano o palácio foi concluído. De acordo com o relato agregado de Grassalkovich, os custos ascenderam a 402.679 florins.

### Freiras e Eruditos
A futura função do complexo era incerta. Era óbvio que a Rainha não tinha intenção de utilizá-lo como residência uma vez que passava pouco tempo em Buda. Em 1769, Maria Teresa deu uma das alas às Irmãs de Loreto, de Sankt Pölten, conhecidas como Englische Fräulein ou angolkisasszonyok. O edifício foi oficialmente entregue no dia 13 de maio de 1770 mas as esplêndidas salas barrocas eram absolutamente inadequadas para um mosteiro. 
Em 1777 a Rainha decidiu que a Universidade de Nagyszombat devia mudar-se para Buda. As freiras mudaram-se do palácio e este foi apressadamente adaptado ao seu propósito educativo. Os trabalhos foram dirigidos por Farkas Kempelen. Foram construídas novas salas de aula, gabinetes de professores, museus, biblioteca e uma tipografia universitária. Na parte frontal foi removida a falsa abóbada para erigir no seu lugar uma torre de observações com quatro andares, planeada por Hillebrandt ou Karl Georg Zillack.
O corte de fita cerimonial teve lugar no dia 25 de junho de 1780, data do 40º aniversário de coroação da Rainha. A sala do trono tornou-se numa esplêndida aula decorada com frescos representando as quatro faculdades. Em 1953 foram descobertos dois frescos grisaille nos lados mais curtos da sala.
Em 1778, Hillebrandt construiu uma nova capela para a Sagrada Direita de Santo Estêvão da Hungria, a mumificada mão direita do primeiro Rei húngaro recuperada pela Rainha Maria Teresa à República de Ragusa em 1771. A Capela da Sagrada Direita estava situada junto à Capela de Sigismundo, no meio do pátio interno. A sua forma exterior era octogonal e a interior oval, sendo coroada por uma cúpula. O retábulo foi pintado por Joseph Hauzinger.

### Palácio dos Palatinos
Os problemas funcionais da universidade permaneceram basicamente por resolver, pelo que em 1783 as faculdades foram mudadas para Peste. Em 1791 o palácio tornou-se residência do novo Paladino Habsburgo do Reino da Hungria, o Arquiduque Alexandre Leopoldo. Depois da morte prematura do palatino, em 1795, o seu irmão mais novo, o Arquiduque José, sucedeu-o. O último palatino da Hungria foi o Arquiduque Estevão, no poder entre 1847 e 1848. A Corte palatina do Castelo de Buda era o centro da vida elegante e da alta sociedade na capital húngara.
Em 1810 o palácio palatino foi danificado por um incêndio. Nas décadas seguintes foram feitos vários planos para elevar o edifício com um andar superior, mas estes nunca foram executados, embora a torre de observação, a qual impedia as obras, tenha sido removida. Em 1838 a cripta da Capela de São Sigismundo foi reconstruída de acordo com planos de Franz Hüppmann. A Cripta Palatina serviu de local de sepultura para o Palatino José e sua família. A cripta foi a única parte do palácio que sobreviveu à destruição causada pela Segunda Guerra Mundial.
O Palatino José criou jardins nas encostas sul e este da Colina do Castelo de acordo com planos de Antal Tost. Os jardins do Castelo de Buda encontravam-se entre os mais famosos jardins paisagísticos ao estilo inglês da Hungria. O Palatino Estevão, finalmente, deixou o palácio no dia 23 de setembro de 1848, quando o rompimento entre o governo liberal húngaro e a dinastia se tornou inevitável.
No dia 5 de janeiro de 1849, Buda foi ocupada pelo exército austríaco comandado pelo Príncipe Alfred zu Windischgrätz. O comandante chefe ficou alojado no palácio. No dia 4 de maio do mesmo ano, o exército húngaro de Artúr Görgey montou cerco ao Castelo de Buda, defendido pelo General Heinrich Hentzi. No dia 20 de maio, os húngaros capturaram Buda com um grande assalto. O palácio foi o último baluarte das tropas austríacas e tornou-se num lugar de luta com artilharia pesada. O fogo resultante consumiu as alas central e sul, as quais arderam completamente, sendo os seus interiores destruídos.

### A época de Francisco José
O palácio foi rapidamente reconstruído entre 1850 e 1856 por Josef Weiss e Carl Neuwirth. A ala central de 13 secções foi erguida com um terceiro andar e uma torre-ático muito atarracada. O corpo avançado central foi decorado com uma varanda de seis colossais colunas. Com estas alterações o velho palácio barroco vienense de Maria Teresa tornou-se num edifício barroco neoclássico mais austero. O salão de baile foi redecorado com mármores e estuques. Depois de 1853 foram desenhadas salas de aparato em estilo rococó francês, decoradas com estuques branco-dourados e mobília vinda do Hofburg. Nessa época o palácio era demasiado pequeno para as necessidades da Corte Real, pelo que as cozinhas e as áreas de serviço foram instaladas na vizinha Zeughaus. O palácio ficou ligado à Zeughaus por uma passagem envidraçada. No lado oeste do cour d'honneur foram erguidos dois pequenos edifícios, segundo planos de Weiss e Neuwirth, em 1854. O Stöckl de dois andares acolheu os aposentos dos Arquiduques e dos oficiais imperiais. O Wachlokal foi construído para os guardas Reais. O Imperador Francisco José I da Áustria visitou o Castelo de Buda em 1856 e 1857. Mais tarde, em 1867, depois do Ausgleich (compromisso austro-húngaro de 1867), Francisco José foi coroado como Rei da Hungria. O palácio desempenhou um importante papel na opulenta cerimónia, simbolizando, uma vez mais, a paz entre a dinastia e a nação.
Nas últimas décadas do século XIX, Budapeste experimentou um rápido desenvolvimento económico. Ambiciosos projectos de planeamento urbano foram executados para expressar a riqueza crescente e o alto estatuto da capital húngara. Entre estes projectos foi prestada especial atenção ao Castelo de Buda. O governo autónomo húngaro pretendia criar um palácio Real comparável a qualquer famosa residência Real da Europa (especialmente o velho rival vienense, o Hofburg). O processo de reconstrução durou cerca de quarenta anos, entre 1875 e 1912, causando mudanças abrangentes sweeping na topografia de toda a área.
Em primeiro lugar foi construído o Várkert-bazár (Real Pavilhão de Jardim) no cais do Danúbio, aos pés da Colina do Castelo, entre 1875 e 1882. Esta esplêndida entrada neo-renascentista foi desenhada por Miklós Ybl, o mais famoso arquitecto húngaro daquele período. A estrutura era constituída por uma arcada aberta com pavilhões, escadarias e rampas, além de dois blocos de apartamentos. Ybl também construíu uma nova estação de bombeamento para o sistema de fornecimento de água, chamada de Várkert-kioszk (Real Quiosque de Jardim) e duas torres de degraus erguidas contra o pano de muralhas medieval. A torre sul seguiu o estilo renascentista francês, lembrando um pequeno castelo torreado, enquanto que a do lado norte era semelhante a uma torre de menagem gótica em tijolo. Destes trabalhos, apenas o Várkert-bazár e o Várkert-kioszk sobreviveram às destruíções do século XX.
Em 1882, o Primeiro-Ministro Kálmán Tisza encarregou Ybl de desenhar um plano mestre para reconstruir o palácio. No seu plano de 1885, Ybl preservou o velho palácio barroco, mas espelhou-o no lado oeste do cour d'honneur, dobrando o tamanho da residência. Também planeou uma nova via de acesso na encosta oeste, o que implicou a demolição das muralhas e torres medievais do terraço Újvilág-kert. O problema principal foi causado pela estreiteza do planalto natural da Colina do Castelo, uma vez que não existia espaço suficiente para a nova ala Krisztinaváros (assim chamada devido ao vizinho bairro urbano). Ybl resolveu o problema erguendo uma gigantesca base que desce até ao sopé da colina. A monumental fachada oeste assenta nesta estrutura, com três andares desprovidos de janelas, pelo que todo o palácio constitui um imponente bloco de 6+3 andares que quase absorve a totalidade da colina. Por outro lado, a fachada principal no cour d'honneur possui apenas a mesma modesta altura do palácio barroco. Toda a fachada foi revestida comlajes de pedra enquanto que as partes velhas foram estucadas, pelo que a diferença entre o barroco original e as alas neo-renascentistas é óbvia. O originalmente aberto cour d'honneur tornou-se num pátio fechado com uma esplêndida entrada arcada guardada por quatro leões do escultor János Fadrusz. O pátio é chamado de Oroszlános udvar (Pátio dos Leões).
As obras começaram no dia 1 de maio de 1890 mas Ybl morreu no dia 22 de janeiro de 1891. O seu sucessor, Alajos Hauszmann, modificou apenas levemente os planos da ala Krisztinaváros. Em 1896, o edifício alcançou o nível do pátio e o Rei Francisco José colocou cerimonialmente a pedra de fundaçãodo palácio que seria concluido em breve. Em 1893, o jubileu dos 25 anos da coroação do Rei Francisco José foi celebrado no Palácio Real. A velha galeria de banquetes provou ser demasiado pequena, pelo que Hauszmann alargou a sala, derrubando a parede voltada para o cour d'honneur.

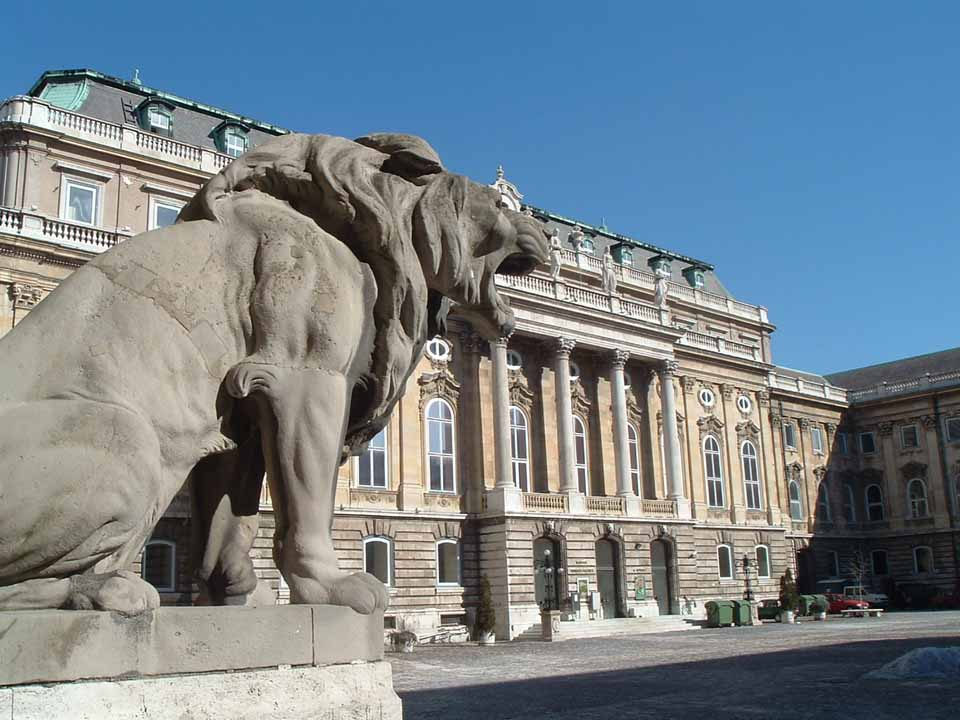
O Pátio dos Leões.

Apesar destas alterações e da nova ala de Ybl, o palácio ainda era considerado insuficiente para as grandes celebrações Reais, pelo que começou uma nova construção. A ala norte, erguida no lugar da velha Zeughaus, foi completamente desenhada por Hauszmann. O arquitecto duplicou o palácio barroco no lado do Danúbio, imitando genericamente o seu estilo arquitectónico tradicional. No ponto de encontro das alas nova e velha foi erguido um gigantesco pórtico colunado com um tímpano ricamente decorado (estátuas alegóricas por Károly Sennyey) e um lanço de escadas chamados de "degraus Habsburgo". O conjunto do palácio foi coroado por uma cúpula com a cópia da Coroa de São Estevão no seu topo. A cúpula mostra influências do alemão Jugendstil, tal como outros detalhes da ala norte, por exemplo a fachada traseira em direcção ao pátio oeste. Este pátio foi decorado com a famosa Fonte Martias (em húngaro: Mátyás-kút), um trabalho do escultor Alajos Stróbl. Por cima do portão principal em direcção a Szent György tér ergue-se a estátua da Deusa Hungaria. Este lado serviu de principal fachada ao complexo embora seja muito mais curta e menos característica que a longa fachada voltada ao Danúbio. A velha Capela da Sagrada Direita foi derrubada para dar lugar a uma passagem.
Hauszmann também desenhou uma nova Escola de Equitação no antigo terraço Újvilág, o qual passou a ser chamado de pátio Csikós devido à estátua de György Vastagh (agora é o pátio oeste). Frente ao meio da longa fachada do Danúbio foi erguida uma outra estátua equestre em honra do príncipe Eugênio de Savoia, o líder vitorioso do exército Habsburgo na Batalha de Zenta. O pátio este foi encerrado por um luxuoso gradeamento em ferro forjado. Dois lanços de escadas levam ao Szent György tér, situado num plano muito mais elevado. O gradeamento termina num pilar coroado por uma monumental estátua do lendário Turul, o pássaro sagrado dos magiares, expandindo as suas asas sobre Budapeste.
No pátio oeste Hauszmann desenhou uma nova casa da guarda neobarroca e reconstruiu os velhos Estábulos Reais. Os Jardins Reais na encosta sul tiveram fama devido às suas plantas preciosas, casas de vidro e terraços pitorescos. No meios dos jardin sergue-se a "Casa Suíça da Rainha Isabel", mobilada com objectos de arte folclórica húngara. A casa foi construída sobre as ruínas da portaria medieval, fazendo uso parcial delas.
O interior de todo o complexo palaciano foi decorado e mobilado exclusivamente com obras dos mais importantes artistas húngaros da época. O Palácio Real foi oficialmente inaugurado em 1912. Críticos contemporâneos elogiaram-no como o mais notório edifício húngaro da viragem do século. De facto, era uma magnífica Gesamtkunstwerk de arquitectura, escultura, artes aplicadas e jardinagem.

### Período entre guerras e cerco

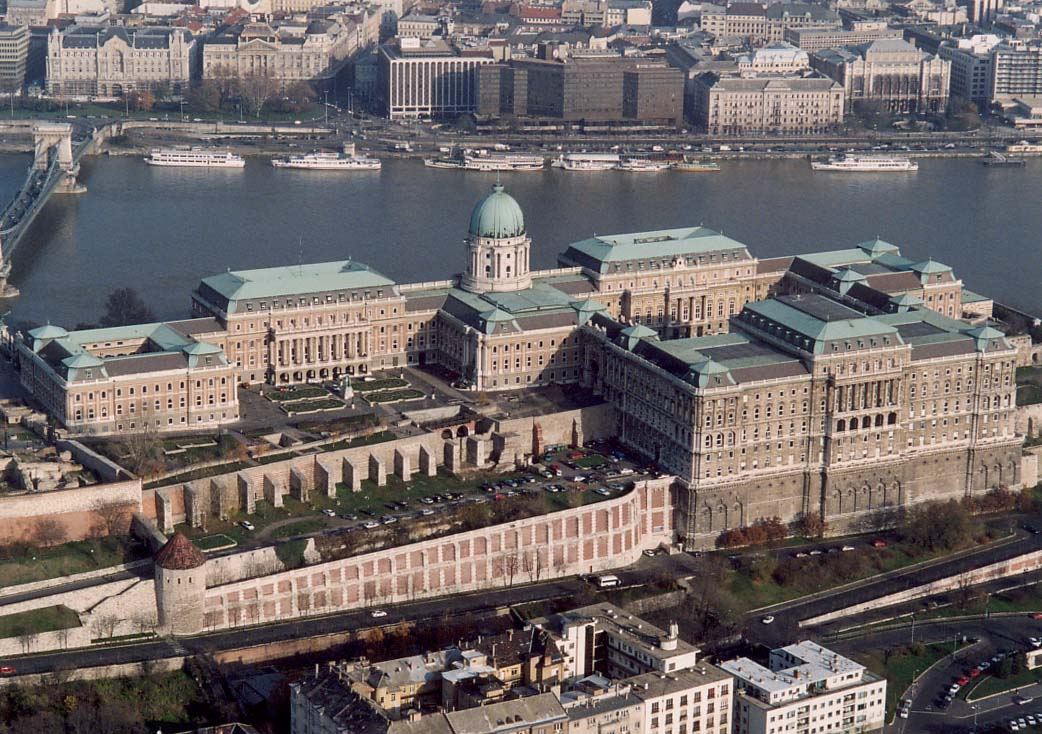
O Castelo de Buda visto de cima.

O palácio conctruído por Hauszmann existiu apenas durante três décadas. Depois da revolução de 1918 e da desentronização da Dinastia Habsburgo, o Palácio Real tornou-se na sede do novo regente do Reino da Hungria, Miklós Horthy. Horthy viveu na ala Krisztinaváros, com a sua família, entre 1920 e 1944. Durante esse período, o palácio foi o centro da vida política e social da Hungria. As festas de jardim do regente eram eventos especialmente fabulosos. Entre os hóspedes famosos recebidos no palácio por Horthy contam-se o Rei Vítor Emanuel III da Itália, em 1937 e o Cardeal Eugenio Pacelli (futuro Papa Pio XII), em 1938. No dia 15 de outubro de 1944, Horthy fez uma tentativa de sair da guerra. No dia seguinte, um comando germânico liderado por Otto Skorzeny ocupou o Palácio Real e forçou o Regente a abdicar.
O Castelo de Buda foi o último importante baluarte de Budapeste detido pelas forças do Eixo (alemãs e húngaras) durante o cerco de Budapeste, entre 29 de dezembro de 1944 e 13 de fevereiro de 1945. Os defensores do castelo tentaram, finalmente, quebrar o bloqueio soviético no dia 11 de fevereiro, mas falharam totalmente, deixando 90% dos soldados mortos nas ruas de Buda. Alegadamente, os russos sabiam dos seus planos e, com algumas horas de antecedência, apontaram armas pesadas aos possíveis caminhos de fuga. Este acontecimento é considerado como uma das maiores catástrofes militares da história húngara. Combates duros e fogo de artilharia deixaram o palácio, uma vez mais, num monte de ruínas. Todo o mobiliário desapareceu, telhados e abóbadas colapsaram, e as alas sul e oeste arderam. A destruição só pode ser comparada com a resultante do grande cerco de 1686.

### Reconstrução
Imediatamente depois da guerra, teve início uma campanha de pesquisa arqueológica para desenterrar os restos do castelo medieval. A pesquisa liderada por László Gerő (1946-1966) e László Zolnay (1967-1979) foi provavelmente a maior escavação a um castelo no Europa. Os antigos Jardins Reais, com as suas escadarias da viragem do século, pavilhões e casas de vidro tiveram que ser sacrificados, mas os resultados foram compensadores. Constatou-se que importantes partes do antigo palácio de Sigismundo e Matias sobreviveram sob o extenso nível de terra.
O primeiro plano de reconstrução dos restos medievais foi escrito por László Gerő em 1950 e finalizado em 1952. Os trabalhos de reconstrução foram concluídos em 1966. Contrariamente aos princípios de reconstrução histórica geralmente aceite, o sistema de fortificação medieval foi plenamente reconstruído. Elementos importantes como a Grande Arruela do século XVI e a portaria medieval, a Torre Bastão, as muralhas e os zwingers foram reconstruídos de acordo com os resultados da pesquisa arqueológica e evidência pictórica contemporânea. A rebaixada ala sul do palácio gótico também foi reconstruída juntamente com a Galeria Gótica abobadada e a Igreja Baixa da antiga Capela Real. Nos zwingers foram plantados jardins em estilo medieval. As fundações da Torre Estevão também foram desenterradas,mas por falta de evidências arqueológicas suficientes a torre não foi reconstruída. Os restos da Torre Quebrada foram novamente cobertos com terra.
A reconstrução em grande escala das fortificações medievais alteraram substancialmente a paisagem urbana de Budapeste. É considerado um projecto altamente bem sucedido, tendo conseguido conciliar a autenticidade histórica com as exigências do planeamento urbano.
Na década de 1970, a pesquisa arqueológica continuou nos lados norte e oeste do palácio, liderada por László Zolnay. Isto produziu importantes achados, incluindo as famosas Estátuas do Palácio de Buda do gótico tardio. Por outro lado, os métodos mais conservativos na reconstrução não produziram resultados tão harmoniosos como a aproximação mais inovadora de Gerő, empreendida uma década mais cedo. Os restos foram apenas conservados, com excepção da chamada "Torre Karakash Pasha" no Jardim Újvilág. A torre da era turca tinha sido demolida apenas no final do século XIX. Evidências fotográficas tornaram possível a sua reconstrução, mas a torre moderna não é mais que uma cópia moderna da torre original, pelo que os detalhes não são autênticos.

### Modernização

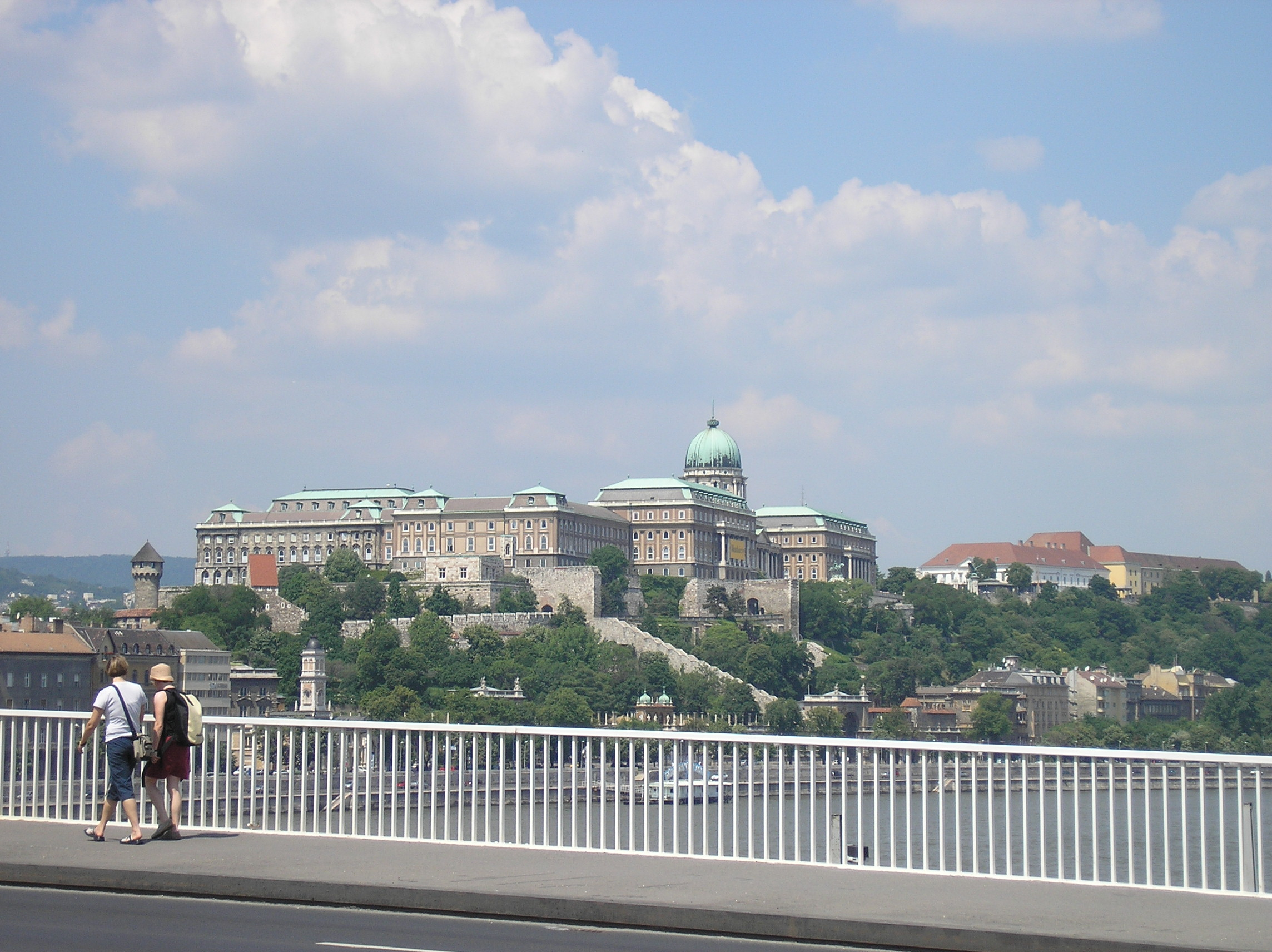
O Castelo de Buda visto da Ponte Isabel.

O destino do arruinado palácio neobarroco foi diferente. Nos primeiros anos do pós-guerra nada aconteceu. O governo só tomou uma decisão quanto à reconstrução em 1948. De acordo com fotografias contemporâneas, todos os interiores importantes estavam num estado de grande degradação, mas o seu restauro era tecnicamente possível. O novo governo comunista da Hungria considerava o Palácio Real um símbolo do antigo regime. Uma ideia semelhante a esta fez com que os líderes da RDA ordenassem a demolição do Berliner Stadtschloss, em Berlim. Os líderes húngaros, no entanto, não foram tão radicais, optando apenas por modernizar exaustivamente o interior e exterior do palácio. As correntes arquitectónicas também tiveram um papel na decisão, pois os arquitectos modernistas da época condenavam o estilo de Hauszmann por ser "demasiado ornado".
Durante a década de 1950, o palácio foi esventrado e todos os interiores destruídos. Importantes detalhes do exterior foram demolidos, como a entrada principal, os Degraus Habsburgo, a cúpula, os Estábulos Reais, a Casa da Guarda e a Escola de Equitação. As fachadas restantes foram simplificadas. No Pátio dos Leões, os portões ornados dos Degraus do Rei e dos Degraus dos Diplomatas foram demolidos. A entrada da Igreja do Castelo desapareceu juntamente com a própria igreja. Os detalhados telhados neobarrocos também foram simplificados e novas janelas planas foram instaladas. O grupo escultórico do tímpano foi destruído.
O castelo foi classificado pela Organização das Nações Unidas para a Educação, a Ciência e a Cultura (UNESCO), em 1987, como Património da Humanidade, integrado no sítio Budapeste, com as Margens do Danúbio, o Bairro do Castelo de Buda e a Avenida Andrássy.

## Interiores
Os interiores do Castelo de Buda foram totalmente destruídos durante a Segunda Guerra Mundial e a reconstrução do pós-guerra (excepto a Cripta Palatina). Existem muito poucos dados sobre os interiores das épocas medieval e barroca. O palácio da viragem do século foi meticulosamente registado com descrições detalhadas, documentação fotográfica e plantas. O próprio arquitecto Alajos Hauszmann disse acerca dos aposentos Reais: "Eu criei uma série de salas com 200 m. de comprimento, mais longa que quaisquer aposentos Reais na Europa continental com excepção de Versailles".

### Ala Barroca

#### Velhas Salas de Cerimónia

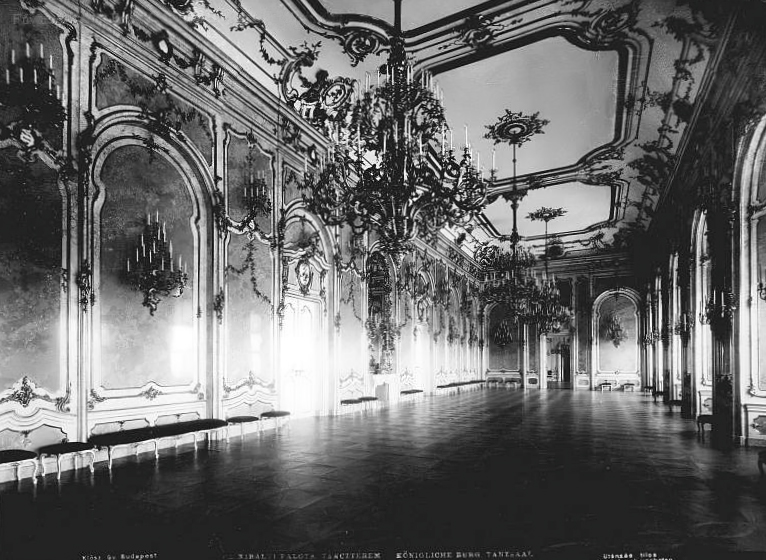
O Salão de Baile do Castelo de Buda cerca de 1894.

- Salão de Baile (Nagyterem) - O Salão de Baile, situado no primeiro andar da ala barroca, possuía várias decorações barrocas da segunda metade do século XVIII e do século XIX. Só restaram dois desenhos que recordam a velha forma da sala. O desenho de Jakob Scmutzer, de 1777, mostra a cerimónia de abertura da universidade. Ao que parece, a sala tinha decorações do barroco tardio com duplas pilastras coríntias sulcadas entre as janelas e grinaldas de estuque. As paredes foram decoradas com frescos representando as quatro faculdades, da autoria de Vinzenz Fischer. O desenho de József Pollencig, de 1795, mostra uma cena de baile na "Prunksaal". As pilastras foram mantidas mas os afrescos já estavam cobertos, encontrando-se toda a sala estucada. Na abóbada pode ser visto o brasão do Reino da Hungria. Depois do cerco de 1849, a sala foi redecorada em estilo neobarroco. Em 1892 foi reconstruída com um noco tecto e uma galeria em direcção ao Pátio dos Leões, embora tenham sido preservadas três paredes laterais. Foi novamente alargada depois de 1896. Na época de Hauszmann, a sala estava decorada em estilo rococó, com estuque branco-dourado e três gigantescos candeeiros. Durante a reconstrução do pós-guerra, os frescos de Vinzenz Fischer foram destapados em 1953. Apesar disso, todos os elementos decorativos foram destruídos. Actualmente, ersta sala acolhe a colecção de altares góticos da Galeria Nacional Húngara.
- Antecâmara Branca (Fehér előterem) - A Antecâmara Branca, situada no primeiro andar da ala barroca, estava localizada a seguir à Sala do Trono (para sul). Na era barroca era chamada de Antecâmara Zweyten ("Segunda Antecâmara"). No tempo de Hauszmann estava decorada com estuque branco-dourado em estilo rococó, com um gigantesco candeeeiro e um fogão rococó de cor branca.
- Antecâmara de "Coroação" ("Koronázás" előterem) - A Antecâmara de "Coroação" ficava situada no primeiro andar da ala barroca, a seguir à Antecâmara Branca. Abria-se a partir da escadaria principal da ala sul, sendo a primeira sala dos aposentos de cerimónia deste lado.  No tempo de Hauszmann possuía uma decoração em estuque branco-dourado com um gigantesco candeeiro. O seu nome referia-se à grande pintura representando a coroação de Francisco José I como Rei da Hungria, em 1867, depois da Ausgleich.
- Antecâmara de Audiência (Fogadási váróterem) - A Antecâmara de Audiência, situada no primeiro andar da ala barroca, estava localizada a seguir à Sala do Trono (para norte). Na época barroca era chamada de Antichambre Ihrer Majestat der Kaiserin, isto é, Antecâmara de Sua Majestade a Imperatriz. Dava, então, acesso aos aposentos privados de Maria Teresa a partir da Sala do Trono. Na era de Hauszmann, a Antecâmara de Audiência tornou-se  parte dos aposentos cerimoniais, possuindo a mesma decoração com estuque branco-dourado que a Antecâmara Branca no outro lado.
- Antecâmara de "Zenta" ("Zenta" előterem) - A Antecâmara de "Zenta" ficava situada no primeiro andar da ala barroca a seguir à Antecâmara de Audiência. Abria-se a partir da escadaria principal da ala central, sendo a primeira sala dos aposentos de cerimónia deste lado. Na época de Hauszmann possuía uma decoração em estuque branco-dourado com um gigantesco candeeiro. O seu nome referia-se à grande pintura representando a Batalha de Zenta.

#### Velhos Aposentos Reais
Os Velhos Aposentos Reais ficavam no primeiro andar da ala barroca. Entre eles destacam-se:
- Pequena Sala do Trono (Kis trónterem) - A Pequena Sala do Trono ficava situada a seguir à Antecâmara de Audiência. Na época barroca era chamada de Audienz-Zimmer e fazia parte dos aposentos privados da Imperatriz. No tempo de Hauszmann foi adaptada a sala do trono do palácio com um trono simples sob um baldaquino. Possuía uma decoração de estuque branco-dourado com um candeeiro e um fogão ladrilhado em estilo rococó.
- Sala de Chá "Circular" ("Circle" teaszalon) - A Sala de Chá "Circular" ficava situada a seguir à Pequena Sala do Trono, na esquina da ala sul, possuindo 2+3 janelas abrindo sobre o Danúbio. Na era barroca era chamada de Gesellschaft Zimmer Ihrer Majestat der Kaiserin, isto é, Sala de Estar de Sua Majestade a Imperatriz, fazendo parte dos aposentos privados de Maria Teresa. No tempo de Hauszmann possuía uma decoração em estuque branco-dourado com um candeeiro e um fogão ladrilhado em estilo rococó. A mobília consistia num conjunto para sala de estar.
- Antecâmara – Esta antecâmara ficava situada a seguir à Sala de Estar "Circular", com duas janelas abertas sobre o Danúbio. Na era barroca era chamada de Ankleide-Zimmer Ihrer Majestat der Kaiserin, ou seja, Sala de Vestir de Sua Majestade a Imperatriz, fazendo parte dos aposentos privados de Maria Teresa. Nessa época estava ligada a outra pequena sala, a Frauen Kammer. No tempo de Hauszmann, as paredes foram cobertas em grande parte com papel de parede. A mobília consistia num fogão ladrilhado em estilo rococó, cadeiras e pinturas. A última pequena sala da Imperatriz, a antiga Schreib cabinet (Sala de Escrever), com uma janela virada para o Danúbio, tornou-se mais tarde numa simples passagem.
- Sala de Fumo (Dohányzó szalon) – A Sala de Fumo ficava situada a meio do velho palácio do lado do Danúbio, possuindo duas janelas. Na era barroca era chamada de Schlafzimmer Ihrer k.k. Majestaten, ou seja, Quarto do Casal Imperial. Era a única sala comum da Imperatriz Maria Teresa e do seu marido, Francisco I, o Sacro Imperador Romano-Germânico. No tempo de Hauszmann, as paredes foram amplamente cobertas com papel de parede. A mobilia consistia num conjunto para sala de estar e pinturas. nos velhos aposentos imperiais, apenas os tectos tinham a típica decoração em estuque branco-dourado, usada por todo o lado nos aposentos cerimoniais.
- Sala de Escrever (Írószoba) – A pequena Sala de Escrever fazia, antigamente, parte dos aposentos privados de Francisco I. Uma janela abria-se para o Danúbio. Na era barroca era chamada de Ankleidecabinet S.M. des Kaisers, isto é, Saqla de Vestir do Imperador. Estava ligada com outra pequena sala, a segunda sala de vestir. Mais tarde, a Sala de Vestir imperial foi dividida com uma parede, sendo uma parte convertida numa simples passagem e a outra numa pequena Sala de Escrever. No tempo de Hauszmann, as pardes da segunda foram cobertas com um papel de parede rococó muito ornado. Possuía uma lareira em mármore branco com um grande espelho rococó por cima.
- Sala de Estar (Társalkodó terem) – Esta Sala de Estar fazia parte dos aposentos privados de Francisco I. Ficava situada na esquina da ala sul, com 2+3 janelas abertas sobre o Danúbio. Na era barroca estava dividida com uma parede: uma parte era chamada de Empfangs Zimmer S.M. des Kaisers (Sala de Audiência Imperial), e a outra de Arbeits Cabinet (Estúdio). No tempo de Hauszmann foi convertida numa grande Sala de Estar, com paredes cobertas com papel de parede, um fogão ladrilhado em estilo rococó, um candeeiro, pinturas, cadeiras e um espelho.
- Antecâmara – Esta Antecâmara era a última sala dos antigos aposentos privados de  was the last room of the former private apartments of Francisco I. Duas janelas abriam-se para o Danúbio. Na era barroca era chamada de Zweyten Audienz Zimmer (Segunda Sala de Audiência). No tempo de Hauszmann as paredes foram cibertas com papel de parede, possuindo um fogão rococó, um candeeiro, pinturas e cadeiras.

### Ala Sul
- Pátio Barroco (Barokk udvar) - O Pátio Barroco é um pátio rectangular situado na parte mais antiga do palácio barroco. As fachadas originais dos séculos XVIII e XIX sobreviveram. Em 1997, o pátio foi coberto com um telhado de vidro e tornou-se na principal galeria de exposições do Museu de História de Budapeste.
- Escadaria do Rei (Király-lépcső) - A principal escadaria da ala sul dá acesso aos aposentos privados de Francisco I. Tanto a Escadaria do Rei como a sua equivalente a norte, a Escadaria do Diplomata, têm portões ornamentados que abrem para o Pátio dos Leões. Estes portões foram decorados com télamons. As cozinhas estavam originalmente situadas no andar térreo da ala sul mas foram mudadas de lugar por Hauszmann.

### Ala Central
- Escadaria do Diplomata (Diplomata-lépcső) - A escadaria principal barroca da ala central (originalmente a ala norte) dá aceso aos aposentos privados de Maria Teresa. No século XVIII existia uma sala de jantar dos oficiais e uma pequena cozinha no piso térreo e uma outra sala de jantar com uma cozinha de café no primeiro andar. As alas sul e norte (mais tarde ala central) tinham a mesma planta no piso térreo: todas as sals abriam a partir de uma passagem que se estendia pelos lados de pátio central rectangular. As duas monumentais escadarias foram reconstruídas por Hauszmann em estilo neobarroco.
- Capela de São Sigismundo ou Igreja do Castelo (Szent Zsigmond-kápolna ou Vártemplom) - A capela do palácio, situada no extremo oeste desta ala, não possui fachadas, tendo apenas uma porta aberta para o Pátio dos Leões (através de uma antecâmara). A sua construção foi finalizada em 1768 e a igreja foi consagrada em 1769. A planta do terreno foi traçada por Nicolaus Pacassi mas o interior foi desenhado pelo seu sucessor, Franz Anton Hillebrandt. As linhas mestras seguiram a forma típica de um "violino", favorecida na arquitectura das igrejas barrocas na Europa Central nessa época. Possuía uma capela-mor rectangular e uma nave com quatro secções para altares laterais. Nos primeiro e segundo andares, abrem-se dois oratórios para a capela-mor, enquanto por cima da entrada ficou situada uma alta galeria de dois andares. Entre 1777 e 1778 foi aberta uma nova porta na primeira secção lateral para dar acesso à nova Capela da Sagrada Direita. Uma gravura datada de 1771 a 1780, mostra o desenho original do interior na sua forma completa: duplas pilastras, janelas com arcos segmentados, decoração com estuque e falsos mármores, janelas de duplos oratórios e uma interessante passagem com um véu de estuque desenhado de lado, com putti em voo. A igreja foi ligeiramente reconstruída por Hauszmann, o qual demoliu a capela da Sagrada Direita em 1899 e construiu uma nova capela para a relíquia atrás da capela-mor (através da conversão de um pequeno recesso). Esta capela foi decorada com os mosaicos dourados venezianos de Károly Lotz. Em 1899 foi construído na igreja um novo altar principal neobarroco. Fotografias do século XX testemunham que a igreja sobreviveu na sua forma barroca até à Segunda Guerra Mundial. Durante o cerco, as abóbadas da igreja colapsaram parcialmente e o mobiliário foi saqueado. A Igreja do Castelo foi deixada em decadência durante mais de uma década. Em 1957, as duas abóbadas restantes colapsaram e a igreja foi totalmente destruída e convertida para espaços de exposição. O altar foi resgatado e reerguido em Pilisvörösvár, em 1957. Os mosaicos de Lotz provenientes da Capela da Sagrada Direita também foram resgatados e reunidos em Balatonalmádi.

#### Cripta Palatina

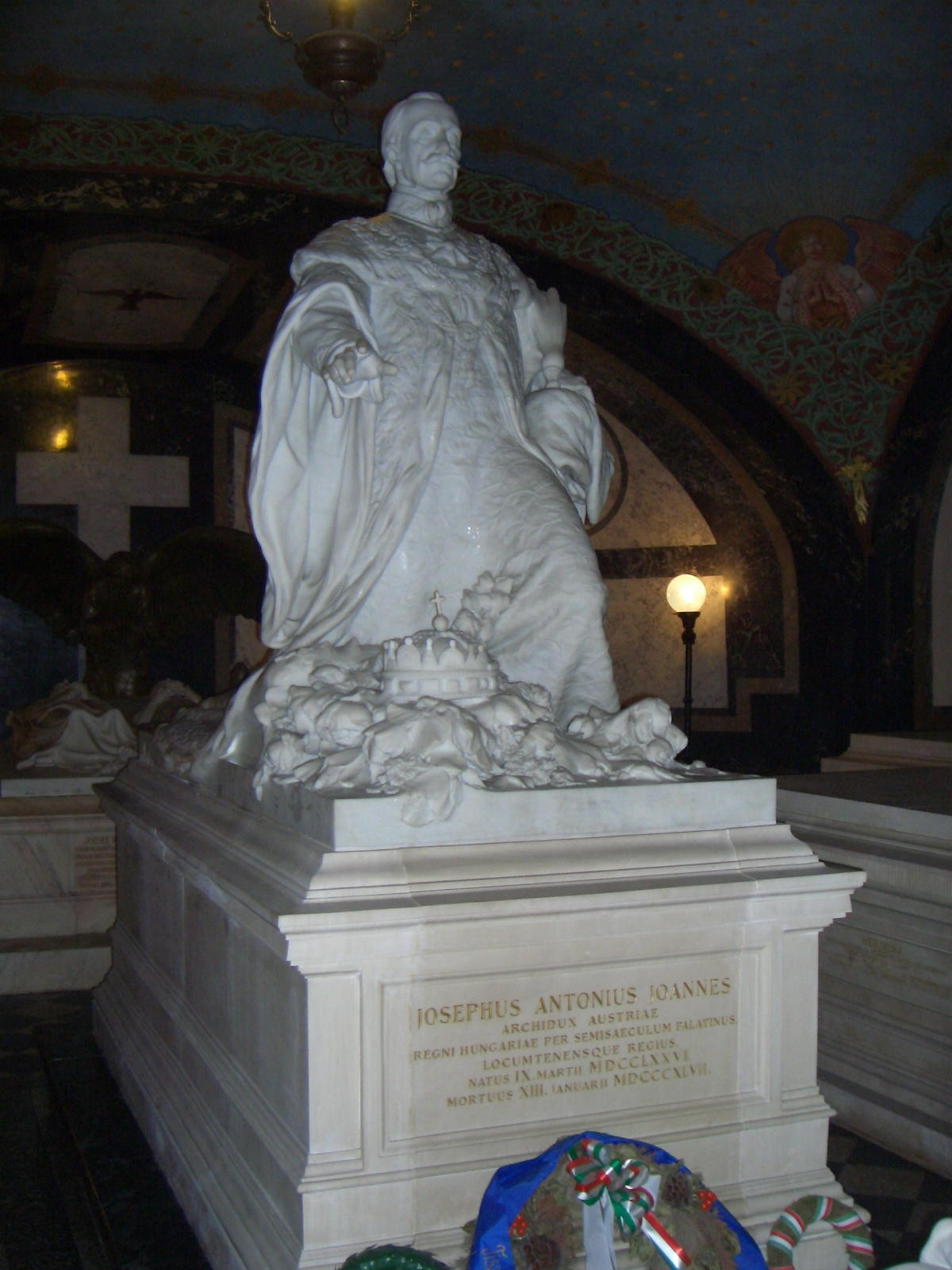
Sepúlcro do Palatino José, trabalho de György Zala.

A Cripta Palatina (em húngaro: Nádori kripta; em alemão: Palatinsgruft) no Castelo de Buda é o lugar de sepultura do ramo húngaro da Dinastia Habsburgo, fundada pelo Arquiduque José, Palatino da Hungria. É a única parte interior do Castelo de Buda que sobreviveu à destruição causada pela Segunda Guerra Mundial e não foi demolida nas reconstruções efectuadas nas décadas seguintes.

##### História
A Cripta Palatina fica situada sob a antiga Igreja do Castelo, construída em 1768 e destruída em 1957, na ala central do palácio. A cripta subterrânea começou a ser usada como local de sepultura entre 1770 e 1777. Apenas dez pessoas foram sepultadas ali durante esse período, incluindo cinco crianças, todas elas plebeias, mas mais tarde os seus corpos foram removidos. 
No dia 23 de agosto de 1820 Elisabeth Karoline, a infanta filha do Palatino José foi sepultada na cripta. 17 anos mais tarde, Alexander Leopold, o filho de 13 anos do Palatino seguiu-a. Nessa época, o Palatino José decidiu converter a cripta num mausoléu familiar. Pediu permissão à Corte vienense e encarregou o arquitecto Franz Hüppmann da tarefa. O trabalho ficou concluído em Março de 1838. As primeira e segunda esposas do Palatino, Alexandra Pavlovna da Rússia e a Princesa Hermine de Anhalt-Bernburg-Schaumburg-Hoym, assim como a sua infanta filha, Paulina, foram reenterradas ali. O próximo enterro foi de uma outra filha palatina, a Arquiduquesa Herminia Amálie, em 1842. O próprio Palatino José foi enterrado na cripta no dia 13 de janeiro de 1847.
Foram erguidos sarcófagos de pedra pelo Palatino Estevão, em 1847. A cripta foi danificada em 1849, durante o cerco de Buda. Viria a ser restaurada pelo Arquiduque José Carlos, o filho mais novo do Palatino José, em 1852. A reconstrução foi executada de acordo com planos de Ágost Pollack. Foi novamente reconstruída entre 1897 e 1926 por Alajos Hauszmann, de acordo com os desejos do Arquiduque José Carlos e, mais tarde, da sua viúva, a Arquiduquesa Clotilde. Depois da morte de Hauszmann o trabalho permaneceu inacabado.
A cripta foi usada continuamente pelo ramo húngaro da família Habsburgo. Foi enriquecida com novas obras de arte, frescos, estátuas e sarcófagos de pedra ornamentados, feitos pelos melhores artistas do século XIX. Mais tarde viriam a ser ali sepultados: a Duquesa Maria Doroteia de Württemberg, a terceira esposa do Palatino José, em 1855, a Arquiduquesa Isabel Clementina, em 1866, o Palatino Estevão, em 1867, o Arquiduque Ladislau Filipe, em 1895, a Arquiduquesa Gisela, em 1901, a Arquiduquesa Clotilde Maria, em 1903, o Arquiduque José Carlos, em 1905 e o Arquiduque Mateus, igualmente em 1905. O último membro da família a ser enterrado na cripta foi a Arquiduquesa Clotilde, em 1927.
A cripta sobreviveu à guerra ilesa e não foi destruída durante a reconstrução do pós-guerra, tendo sido apenas fechada. Contrariamente aos anitigos Reis Habsburgo, o Palatino José era respeitado mesmo pelo governo comunista do pós-guerra, pelo que a sua estátua em Peste permaneceu erguida. A cripta foi várias vezes saqueada durante os trabalhos de reconstrução, a primeira vez em 1966. Durante o incidente mais sério, em 1973, até os cadáveres foram tirados dos sarcófagos pelos ladrões de sepulturas. Mais tarde, os restos humanos foram identificados e reeenterrados. A cripta foi restaurada entre 1985 e 1987. A cerimónia de abertura oficial, ocorrida no dia 3 de outubro de 1987, foi presenciada por onze descendentes do Palatino José. Desde então, a Cripta Palatina faz parte das exposições da Galeria Nacional Húngara.

##### Abóbadas

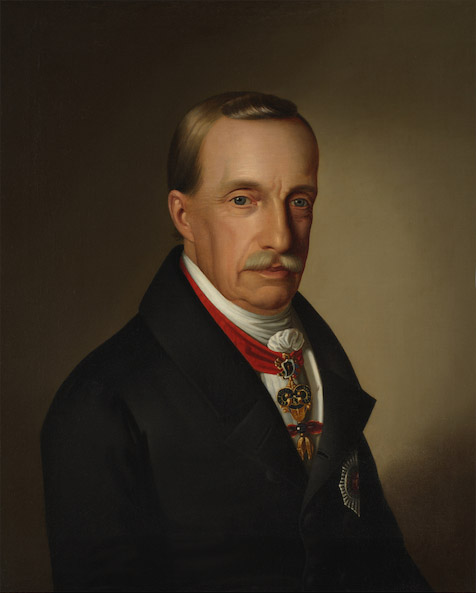
Palatino José, fundador da cripta, representado numa pintura de Miklós Barabás.

A Cripta Palatina consiste em três salas abobadadas interligadas entre si. A própria cripta é idêntica à sala mais profunda (Sala C). Nas Salas B e C, as paredes laterais foram cobertas com um revestimento de falso mármore, enquanto o tecto abobadado foi decorado com frescos representando o céu estrelado com anjos nos cantos. No pavimento existe um painel em tons de cinzento e encarnado.
- Sala A - Esta sala consiste numa pequena capela com um altar simples. O Arcebispado de Esztergom deu permissão para celebrar missa na cripta em 23 de abril de 1838.
- Room B - A sala do meio estava vazia durante a vida do Palatino José. Mais tarde, duas crianças Habsburgo foram sepultadas ali: a Arquiduquesa Gizela (1897-1901) e a Arquiduque Mateus (1904-1905), bisnetos daquele Palatino. O sarcófago de Gizela está decorado com a encantadora estátua da pequena arquiduquesa, feita pelo escultor Károly Senyey. A estátua de mármore foi modelada a partir de uma fotografia de família.

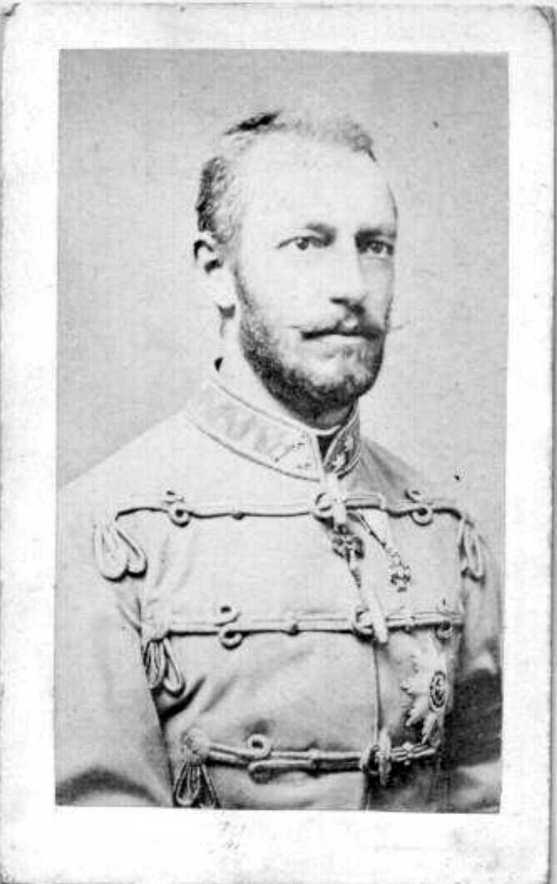
Arquiduque José Carlos, o responsável pela reconstrução da velha cripta da família.

- Sala C - A mais profunda das salas acolhe 12 sarcófagos. O sarcófago do Palatino José (1776-1847) situa-se no meio da sala. Está decorado com uma monumental estátua de mármore, com o dobro do tamanho real, feita pelo escultor György Zala. O Palatino está ajoelhado e o seu braço direito encontra-se estendido, numa atitude protectora, sobre a Coroa de Santo Estevão. Existe uma pequena sepultura à entrada do jazigo, mesmo em frente do sarcófago do Palatino José, a qual contém os restos mortais da Arquiduquesa Isabel Clementina(1865-1866). Está decorada, igualmente, com a fascinante estátua em mármore da pequena arquiduquesa rezando a Deus (feita por Alajos Stróbl). Existe ali um grande sarcófago duplo situado próximo da parede sul da cripta, o qual contém os corpos do Arquiduque José Carlos (1833-1905) e da sua esposa, Clotilde (1846-1927). As suas estátuas em mármore foram feitas por György Zala e modeladas a partir de máscaras mortuárias. Um Anjo da Paz em bronze ergue-se sobre eles com asas abertas. Durante os trabalhos de restauro, em 1978, a Arquiduquesa Clotilde Maria (1884-1903) foi reenterrada no túmulo dos seus pais.

O túmulo de Ladislau Filipe (1875-1895) está decorado com uma estátua do jovem arquiduque em mármore branco, o qual faleceu num trágico acidente de caça. A estátua foi feita por Alajos Stróbl e modelada numa máscara mortuária. Dois túmulos próximos da entrada contêm os restos mortais das Arquiduquesas Isabel Carolina (1820) and Paulina (1801). Os obeliscos estão decorados com anjos em bronze voando e coroados com coroas arquiducais.
Os outros túmulos são mais simples e contêm os restos mortais do Palatino Estevão (1817-1867), do Arquiduque Alexandre Leopoldo (1827-1835), da Arquiduquesa Maria Doroteia (1797-1855), da Arquiduquesa Hermínia Maria (1797-1817), da Arquiduquesa Hermínia Amália (1817-1842) e de Alexandra Pavlovna da Rússia (1783-1801).

### Ala Norte
- Salão de Entrada (Előcsarnok) - O principal salão de entrada do Palácio Real estava situado no lado do Danúbio da Ala Norte de Hauszmann. Era uma longa galeria rectangular dividida em quatro secções com 2+2 colunas jónicas desligadas e dois pilares quadrados. A secção no extremo sul foi elevada com alguns degraus. Nove janelas arcadas abrem-se em direcção ao Danúbio. No meio da outra parede lateral existia uma assagem que levava ao pátio interior. As paredes e o tecto foram estucados. A elevação sul foi fechada com uma balaustrada de pedra erguida entre os pilares e a parede. O ornamentado Salão de Entrada foi desenhado para servir a importantes cerimónias de estado.
- Grande Salão de Baile (Nagy bálterem) - O Grande Salão de Baile a meio da Ala Norte tomou as funções do velho Salão de Baile da Ala Barroca. Esta sala, desenhada por Hauszmann, foi a mais esplêndida sala do palácio. A airosa sala de dois andares foi opulentamente decorada com estuques, meias-colunas, entabladuras, varandas e seis gigantescos candeeiros de cristal em estilo neobarroco. Sete janelas arcadas e passagens abriam-se em direcção a um terraço sustentado por pilares, o qual enfrentava o pátio oeste. No outro lado o Salão de Baile estava ligado à Galeria do Buffet através de três portas. Fotografias tiradas depois da guerra mostram a sala com as abóbadas dos seus tectos colapsadas. No decurso das obras de restauro o Salão de Baile foi totalmente destruído.
- Galeria do Buffet (Buffet-csarnok) - A Galeria do Buffet, no lado da Ala Norte virada ao Danúbio, era uma galeria muito longa usada para os banquestes de estado. Estava ligada ao Grande Salão de Baile, sendo possível juntar as duas divisões. Existia um curto espaço que servia de passagem entre as duas salas. Esta passagem estava separada da Galeria do Buffet por seis pilares quadrados enquanto que o outro lado era constituído por uma sólida parede (com três portas). No lado este da Galeria do Buffet abria-se uma grande fila de janelas em direcção ao Danúbio e a um terraço suportado por pilares. A própria Galeria do Buffet estava dividida em três secções com 2+2 colunas jónicas desligadas, contendo lintéis. O tecto abobadado estava opulentamente decorado com frescos e estuques.
- Sala Habsburgo (Habsburg terem) - A Sala Habsburgo estava situada mesmo a meio do longo complexo palaciano, sob a falsa cúpula de Hauszmann onde a nova ala norte e o velho palácio se encontravam. Embora esta parte do edifício fizesse parte do palácio original, foi completamente reconstruída por Hauszmann, sendo esta elegante sala um trabalho totalmente seu. Esta divisão era uma das três salas históricas do palácio representantes de importantes períodos da história húngara. Um desligado duplo tramo de degraus, chamado de Degraus Habsburgo, ligava a sala com os Jardins Reais no terraço do Danúbio. A sala tinha uma luxuosa decoração barroca com meios pilares e estuques dourados. O tecto abobadado foi decorado com o  gigantesco fresco de Károly Lotz intitulado de Apoteose da Dinastia Habsburgo. Os quatro bustos, da autoria de Károly Senyei, em mármore de Carrara que se erguiam em frente das paredes laterais representavam o Rei Carlos III, a Rainha Maria Teresa, o Rei Francisco José I e a Rainha Isabel da Baviera. A Sala Habsburgo, apesar de ter sobrevivido ilesa à Segunda Guerra Mundial, foi deliberadamente destruída na década de 1950 por razões políticas.

### Ala Krisztinaváros
- Vestíbulo de Entrada (Előcsarnok) - O Vestíbulo de Entrada abria para o Pátio dos Leões, sob um pórtico arcado neo-renascentista, através de portas em ferro forjado. Actualmente constitui a entrada para a Biblioteca Nacional Húngara. Era uma longa sala de forma oblonga com 4+4 colunas jónicas desligadas em frente das paredes dos lados mais compridos, contendo linteis. No extremo dos lados mais curtos abriam-se duas portas para antecâmaras. As três passagens arcadas no lado mais longo abria para um salão. O tecto da entrada era estucado, sendo o conjunto do desenho em estilo renascentista italiano.
- Salão (Előcsarnok) - O Salão estava ligado à galeria da escadaria principal através de pilares. O tecto estucado estava apoiado em dois pilares rectangulares. Os aposentos do Arquiduque József Ágost e da sua esposa, a Arquiduquesa Auguszta, estavam situados no piso térreo da Ala Krisztinaváros, e abria-se a partir desta sala. Actualmente serve como salão da Biblioteca Nacional Húngara numa forma radicalmente modernizada.
- Escadaria Principal (Főlépcsőház) - A monumental Esacadaria Monumental, com três lanços de escadas, levava do salão ao primeiro andar numa airosa galeria com telhado vidrado. As paredes laterais da galeria foram decoradas em estilo renascentista italiano com colossais meias-colunas coríntias, estuques e aberturas de lunetas. Candeeiros ornados em ferro forjado e intrincadas balaustradas decoravam as escadas. No piso térreo, colossais estátuas de Atlantes erguiam-se junto aos pilares laterais, as quais sustinham o peso dos lanços superiores. As estátuas de mármore foram feitas por János Fadrusz a partir de 1897. Durante a reconstrução do pós-guerra a escadaria principal foi radicalmente modernizada. Apenas os dois colossais Atlantes sobreviveram. Actualmente, erguem-se de forma algo incongruente próximo dos seus lugares originais.
- Sala de Santo Estevão ("Szent István" terem) - A Sala de Santo Estevão, no primeiro andar da Ala Krisztinaváros, era uma das salas históricas do palácio, tendo sido criada por Hauszmann. Juntamente com a Sala de Matias e a Sala Habsburgo, representavam os três mais importantes períodos da história húngara. A Sala de Santo Estevão estava ligada aos novos Aposentos Privados Reais e, através de uma passagem muito longa, aos Velhos Aposentos Reais na Ala do Danúbio. O seu estilo evocava a época da Dinastia Árpáds, a primeira dinastia húngara no início da Idade Média. As paredes foram cobertas com escuros painéis de madeira entalhados. O elemento mais espectacular era uma grande pedra de lareira com detalhes arquitectónicos neorromânicos e o busto de Santo Estevão, o primeiro Rei da Hungria. A sala foi mobilada com candeeiros de metal com aspecto medieval e pesadas mobílias em madeira.
- Sala de Matias ("Mátyás" terem) - A Sala de Matias recebeu o nome em homenagem a Matias Corvino, o maior Rei húngaro do final da Idade Média. Era uma das três "salas históricas" do palácio, tendo sido criada por Hauszmann. A sala abria-se a partir do Quarto Real, no final da linha dos Aposentos Reais. Tinha três janelas, as quais se abriam para as colinas de Buda. Existia um longo terraço em frente da sala. O estilo renascentista da Sala de Matias foi apropriadamente escolhido, com painéis de madeira entalhada e tectos cofrados. Estava mobilado, apenas, com uma lareira na esquina e dois candeeiros. O elemento mais espectacular era a estátua equestre do Rei Matias, esculpida por János Fadrusz. A estátua era uma cópia em miniatura da original, erguida na praça principal de Kolozsvár (actual Cluj-Napoca). Esta cópia foi salva depois da guerra e colocada em exposição na Galeria Nacional Húngara.
- Sala Forte (Páncélterem) - As jóias da Coroa húngara foram guardadas numa sala forte especialmente desenhada, a qual estava localizada no segundo andar da Ala Krisztinaváros. A Coroa de Santo Estêvão foi guardada ali entre 1900 e 1944.
- Museu Memorial da Rainha Isabel (Erzsébet Királyné Emlékmúzeum) - Este pequeno museu no segundo andar da Ala Krisztinaváros foi constituído em memória da Rainha Isabel. A popular Rainha foi assassinada em 1898. As lembranças foram colectadas por Ida Ferenczy, a antiga dama de companhia de Isabel, pela Viscondessa Pallavicini e pela Condessa Ilona Batthyány. O museu abriu no dia 15 de janeiro de 1908 como uma filial do Museu Nacional Húngaro. A colecção contém principalmente elementos pessoais, cartas e roupas. A sua relíquia mais importante era o vestido que Isabel usava quando foi assassinada. Uma sala foi meticulosamente recriada como a própria sala de escrever da Rainha, com a sua secretária original e os seus 219 livros húngaros. O museu ficou muito mal tratado durante a Segunda Guerra Mundial, pelo que as relíquias sobreviventes foram concedidas a outros museus .

#### Aposentos Reais Privados
- Hall de Entrada Real (Fejedelmi előterem) - O Hall de Entrada Real, situado no primeiro andar da Ala Krisztinaváros, dava acesso às salas dos Aposentos Reais Privados do Rei Francisco José. Os aposentos privados estavam situados na parte sudoeste da Ala Krisztinaváros, com as suas janelas a abrirem-se em direcção às verdes colinas de Buda. O Hall de Entrada Real estava ligado ao hall da escadaria principal através de uma longa passagem. O espaçoso hall de forma oblonga estava dividido em três, com dois pares de colunas jónicas de mármore suportando arquitraves. A parte central da sala era muito mais longa que as "secções" em ambos os extremos. O hall estava ligado às diferentes salas dos Aposentos Reais através de portas. A meio da longa parede situava-se uma lareira ornada, em pedra, com o busto de Francisco José. Do lado oposto abriam-se três janelas para o pátio interior da Ala Krisztinaváros. O tecto estava estucado e as paredes laterais foram cobertas com mármore.
- Antecâmara (Előterem)- A Antecâmara dos Aposentos Reais abria-se a partir do Hall de Entrada Real. Esta divisão tinha três janelas abertas na direcção das colinas. A sala possuía uma típica decoração Biedermeier de estuque branco-dourado com papeis de parede florais, lembrando as confortáveis salas do Palácio de Schönbrunn. Todas as salas dos Aposentos Reais seguiram este estilo vienense, favorecido pelo Rei. A antecâmara estava mobilada com uma lareira de pedra (com um gigantesco espelho por cima), um candeeiro de cristal em estilo Império, um vaso de pedra erguido numa coluna canelada e uma mesa com cadeiras em estilo neo-renascentista.
- Sala de Audiência (Fogadószoba) - A Sala de Audiência do Rei Francisco José estava situada na esquina da ala dos Aposentos Reais, com duas janelas a abrirem para sul e três para oeste. Possuía um belo tecto estucado e com frescos. As paredes foram cobertas com papéis de parede florais. A sala estava mobilada com um candeeiro de cristal, uma consola dourada em estilo rococó com um grande espelho e um conjunto de sala de estar.
- Sala de Escrever (Írószoba) - A Sala de Escrever do Rei Francisco José tinha duas janelas que se abriam para as colinas de Buda. O tecto tinha estuque branco-dourado e as paredes foram cobertas por papéis de parede florais. A sala estava mobilada com um candeeiro de cristal, um ornado fogão branco ladrilhado, uma mesa e cadeiras. À esquerda e à direita abriam-se duas salas de estar semelhantes.
- Quarto Real (Fejedelmi hálószoba) - O quarto do Rei Francisco José tinha duas janelas que se abriam para as colinas de Buda. O tecto tinha estuque branco-dourado e as paredes foram cobertas por papéis de parede florais. A sala estava mobilada com um candeeiro de cristal, a cama Real com baldaquino e um biombo. O quarto estava ligado a uma sala de vestir, a uma casa de banho privada e a pequenas salas destinadas ao mordomo e aos criados.
- Galeria de Jantar Real (Fejedelmi ebédlő) - A Galeria de Jantar Real abria-se a partir do Hall de Entrada Real, sendo a maior sala dos Aposentos Privados. A longa galeria tinha seis janelas que se abriam em direcção à Colina Gellért. Três grandes candeeiros de cristal davam luz ao elegante espaço estucado. A meio da extensa parede lateral, entre as duas portas, erguia-se uma lareira de mármore.
- Sala "Circular" ("Circle" terem) - A Sala "Circular" abria-se a partir da Galeria de Jantar Real. Esta era a última sala dos Aposentos Reais, com três janelas que se abriam em direcção à Colina Gellért. O tecto tinha estuque branco-dourado e as paredes foram cobertas por papéis de parede florais. A sala estava mobilada com um candeeiro de cristal, um ornado fogão branco ladrilhado e cadeiras.
- Sala de Jantar (Ebédlő) - A pequena Sala de Jantar estava situada na parte norte da Ala Krisztinaváros, entre as outras salas da Suite dos Convidados Reais. Quatro janelas abriam-se em direcção a Krisztinaváros. O tecto foi estucado enquanto as paredes foram cobertas com painéis de madeira entalhada e papel de parede. Uma lareira de pedra e uma grande pintura sobre ela (representando uma cena de caça com um veado) davam um sentido caseiro à sala. Esta divisão estava mobilada com um candeeiro de cristal e uma longa mesa de jantar com doze cadeiras.

#### Aposentos Arquiducais
Os Aposentos Arquiducais, situados no piso térreo da Ala Krisztinaváros, foram desenhados, em 1902 para o Arquiduque József Ágost (1872-1962), o chefe do ramo húngaro dos Habsburgo, e para a sua esposa, a Arquiduquesa Auguszta (1875-1964). Estes aposentos podiam ser alcançados a partir do vestíbulo da Ala Krisztinaváros através de uma longa passagem. As salas mais importantes eram: o Salão onde os convidados eram recebidos, a grande sala de estar, sala de estar, sala de jantar (na esquina do edifício, com 2+3 janelas), o estúdio do Arquiduque, o quarto do Arquiduque, o quarto da Arquiduquesa, o the estúdio da Arquiduquesa e a sala do pequeno-almoço. Todas as salas possuíam uma decoração elegante embora relativamente simples, com tectos em estuque branco e painéis de estuque por cima das portas. As paredes foram cobertas com papel de parede. Candeeiros de cristal, lareiras de pedra e mobiliário típico da viragem de século davam às salas um ambiente caseiro. A grande sala de estar foi decorada com grandes pinturas.

## Palácio Medieval
Uma série de salas do palácio medieval dos Reis Húngaros foi escavada e reconstruída durante a reedificação do Castelo de Buda efectuada no pós-guerra, entre 1958 e 1962. Estas salas fazem agora parte da exibição permanente do Museu de História de Budapeste, no Edifício E do Castelo de Buda.

### Contexto arquitectónico
Apenas um fragmento do palácio medieval sobreviveu às destruições ocorridas no período de 1686 a 1715, e as salas sobreviventes não eram as salas mais importantes do edifício original. Pelo contrário, nenhuma das mais famosas salas e edifícios, as quais foram mencionadas nas fontes medievais, existem actualmente. As salas que foram escavadas depois de 1946 só foram salvas pelas hipóteses de destruição e pela sua posição geográfica, uma vez que se encontravam num nível mais baixo que o recém-criado terraço barroco. O Castelo de Estêvão é a parte mais velha do palácio, datando do século XIV.
A abóbada nervurada do Galeria Gótica é um dos mais importantes exemplos sobreviventes de arquitectura gótica secular na Europa central. Tanto esta sala como a Capela do Palácio foram construídas pelo Rei Sigismundo Luxemburgo da Hungria no início do século XV. As três salas interligadas, com abóbadas cilíndricas, pertenciam à parte velha do palácio, o Castelo de Estevão. Uma grande cisterna subterrânea sob o agora desaparecido zwinger norte, a Cisterna Regia, sobreviveu a séculos de destruição como porão. A alta secção subterrânea, de 7 metros, da fachada este, com a parte baixa de um belo balcão gótico, sobreviveu dentro do mais tardio Porão do Rei.
A ala do palácio é rodeada por um complexo sistema de fortificações medievais.

### A ala do palácio
O Arquitecto László Gerő recreou parcialmente, entre 1958 e 1962, as fachadas do castelo gótico que enfrentavam os estreitos pátios sul e este. Apenas o piso térreo e o primeiro andar foram reconstruídos, apesar de o castelo ser muito mais alto originalmente. O estado inacabado da fachada é indicado pelo facto de o telhado ser plano -  o castelo simplesmente foi cortado na linha do terraço barroco sobre ele. Existem ali duas janelas que se abrem em direcção a sul, e outras duas em direcção ao pátio este. As quatro janelas são quase idênticas e pertencem todas à Galeria Gótica atrás delas. As janelas são quadradas, com quatro painéis de pedra, representando trabalhos muito refinados do artesanato gótico. O seu emolduramento exterior está decorado com pequenas colunas. Uma janelas que havia sido emparedada foi descoberta in situ durante a pesquisa arqueológica, e as outras foram reconstruídas a partir de fragmentos pelo escultor Ernő Szakál por meios de anastilose. As aberturas do piso térreo são mais simples. Uma entrada arcada, de pedra, dá acesso ao pátio sul a partir do porão sob a Galeria Gótica.
A fachada era, originalmente, gessada. A superfície caiada foi decorada com um padrão pintado num tom oxidado, lembrando uma rusticação. As decorações geométricas pintadas eram um elemento comum nos edifícios medievais de Buda. Foram descobertos fragmentos da fachada este mas esta não foi restaurada.
Existe ali uma torre-varanda projectada a partir da parede no extremo da fachada este. Foi a única parte do segundo andar do palácio a ser recreada entre 1958 e 1962. A sua reconstrução foi um assunto muito debatido uma vez que a torre-balcão erguia-se acima do nível do terraço barroco, perturbando o harmonioso panorama do palácio. Por outro lado, este elemento indicava claramente a existência dos andares superiores em falta.
A torre-balcão é uma estrutura de dois andares que se ergue sobre uma ampla base de pedra. O primeiro andar é constituído por uma sólida parede de pedra sem qualquer abertura. O nicho por trás desta pertence à Galeria Gótica. O segundo andar é um balcão fechado com três janelas que originalmente deve ter feito parte de uma importante sala cerimonial. Atualmente não existe qualquer sala por trás da fachada, a qual é fechada com uma parede de vidro atrás. A planta do andar térreo do balcão mostra meio octógono. As três janelas duplas góticas apontadas constituem o elemento arquitectónico mais importante da torre. Os perfis, molduras e mainéis foram restaurados numa forma simplificada, mas também foram embutidas muitas das pedras originais. A torre está coberta por um telhado de metal plano.
O edifício da Galeria Gótica está ligado com o Castelo de Estêvão (István vár) no lado oeste. Constitui a parte mais antiga do Palácio Real medieval, tendo sido construída enter a década de 1340 e a década de 1370. O Castelo de Estêvão recebeu o nome em homenagem ao Príncipe Estêvão, Duque da Eslavónia, o irmão mais novo do Rei Luís I da Hungria. Do castelo original apenas sobreviveram as fundações da chamada Torre de Estêvão e três salas abobadadas interligadas entre si.
A Torre de Estêvão (István torony) era a torre de menagem do Castelo de Estêvão. Era um gigantesco edifício visível em todas as pinturas antigas do Castelo de Buda, com os seus típicos pináculos torreados. Esta torre foi destruída por uma explosão ocorrida em 1686. Apenas as paredes do piso térreo foram descobertas depois de 1946. Era um edifício quadrado (11,7 m. x 11,1 m.), construído sobre a superfície rochosa natural da Colina do Castelo. As paredes tinham uma espessura que variava entre  2,31 m e 2,7 m. Existem estreitas aberturas nos lados sul, oeste e norte. A passagem original do lado este foi emparedada depois da construção da Galeria Gótica, no século XV.
A localização da torre era diferente da escolhida para os edifícios construídos mais tarde, pelo que o triângulo existente na sua frente foi emparedado para criar uma fachada sul contínua para o palácio. Durante a reconstrução do pós-guerra esta parte da fachada (com uma passagem em pedra quebrada) não foi reconstituída para tornar óbvio que a Torre de Estêvão era, originalmente, uma estrutura desligada do resto. No piso térreo da torre existia uma sala abobadada (6,2 m x 6,3 m), a qual ainda se encontrava intacta em 1820, de acordo com um desenho contemporâneo. Apesar de as nervuras, mísulas e arco terem sido descobertos durante a pesquisa arqueológica, esta sala não foi reconstruída. Uma escadaria em espiral ligava a sala com os andares superiores desaparecidos.
A parte restante do Castelo de Estêvão (com as salas abobadadas por trás) é constituída por uma simples fachada com uma entrada gótica. O arco apontado foi restaurado.

### Interiores

#### Galeria Gótica
A Galeria Gótica é um dos mais importantes exemplos sobreviventes de arquitectura gótica secular na Europa Central. Foi construída pelo rei Sigismundo Luxemburgo da Hungria no início do século XV, como extensão do primeiro palácio da Casa de Anjou. Foi construída no bordo sul do natural planalto rochoso da Colina do Castelo. A diferença de níveis entre o planalto e o pátio sul era de cerca de 2,79 m. Foi construído um porão abobadado sob a galeria para esbater essa diferença.
A Galeria Gótica é um rectângulo irregular com 20.2 m x 11,55 m, com um nicho fechado no lado este (o interior da torre-balcão mencionada acima). Está dividida em duas naves, as quais estão cobertas com abóbadas em cruzaria góticas. As abóbadas são suportadas por dois pilares maciços, os quais vêm ininterruptamente desde o porão situado por baixo da sala através do chão. Existem meios-pilares nos cantos a suportarem as nervuras. Os pilares muito baixos criam um distinto efeito de espaço. Todas as seis abóbadas estão quadripartidas, e as duas no lado interior têm uma forma irregular.
A galeria possui quatro janelas, duas no lado sul e outras duas no lado este. Existem bancos de pedra nos nichos das janelas. A galeria está ligada ao palácio através de uma nova porta na parede norte, supostamente no lugar da entrada original. A secção norte do piso encontra-se num nível um pouco mais alto (três degraus acima).
Todas as recém construídas paredes laterais foram gessadas e pintadas de branco, enquanto que as originais superfícies de pedra foram deixadas a descoberto. As nervuras, pilares, arcos e nichos de janela foram restaurados pelo escultor Ernő Szakál entre 1961 e 1962. As nervuras têm um perfil simples, embora também tenham sido encontrados fragmentos de um tipo mais complexo entre os escombros, juntamente com pedras-chave. Apesar de estas peças pertenceram, supostamente, a uma outra galeria de cerimónia situada por cima da sala, foram usadas na reconstrução das abóbadas durante os restauros do século XX.
É digno de nota o facto de o pilar norte da Galeria Gótica já ter sido descoberto por Alajos Hauszmann no começo do século XX. Nessa época os restos da galeria foram enterrados sob os edifícios exteriores dos Jardins Reais, mas Hauszmann protegeu o pilar medieval por meio da construção de um poço, em tijolo, à sua volta.

#### Salas abobadadas
As três salas abobadadas interligadas ente si pertencem à parte mais antiga do palácio, o Castelo de Estêvão, construída pelo Príncipe Estêvão, Duque da Eslavónia no século XIV. A sala norte é maior (6,62 m x 9,42 m) que as situadas a sul (5 m x 4,55 m). Outra diferença importante é o facto de a sala norte possuir uma abóbada orientada no eixo este-oeste, enquanto nas outras duas as abóbadas estão orientadas no eixo norte-sul. 
A sala situada mais a sul está ligada ao pátio interior por uma passagem. Existe ali uma pequena janela, colocada a grande altura na parede oeste. A sala do meio tem uma janela semelhante, enquanto que a sala norte possui três janelas fendidas, uma virada para oeste e as outras duas em direcção a norte (provando a existência de um pátio a norte). Todas as janelas tinham grades de ferro. As salas estavam ligadas umas às outras por portas com mísulas góticas entalhadas. As paredes foram originariamente gessadas.
Um interessante elemento da sala sul é a escadaria medieval, a qual leva a um alçapão com uma toilete medieval por cima, os quais foram escondidos nos espaços vazios entre as paredes do castelo e a torre de menagem. 
As salas abobadadas foram supostamente usadas como prisão durante a Idade Média. Mais tarde, as abóbadas sul colapsaram. A abóbada intacta da sala norte foi quebrada por Alajos Hauszmann no começo do século XX, quando encheu o porão com entulho. As salas abobadadas foram restauradas entre 1958 e 1962.

#### Porão de Albrechtr
Existe no palácio um gigantesco porão medieval a norte das salas abobadadas, o qual foi mais tarde chamado de Porão de Albrecht (Albrecht pince). Este porão está coberto por uma gigantesca abóbada gótica em tijolo, e as suas paredes estão enegrecidas devido às chamas. O porão foi provavelmente construído pelo rei Sigismundo de Luxemburgo como a Cisterna Regia, isto é, a grande cisterna subterrânea do palácio.
A Cisterna Regia estava situada sob o antigo zwinger (pátio) norte do palácio. Este pequeno pátio quadrado tornou-se num jardim Real privado durante o reinado do Rei Matias Corvino. O jardim privado era um giardino segreto ou "jardim escondido", do início do Renascimento. A cisterna foi desenhada pelo arquitecto Chimenti Camicia na década de 1470. Existia um poço no meio do jardim, o qual era alimentado pela cisterna situada abaixo.
O jardim escondido, o poço e a cisterna sobreviveram ao cerco de Buda, em 1686. Foram indicados nos desenhos da área efectuados pelo arquitecto militar Joseph de Haüy, em 1687. Entre 1715 e 1724, a antiga Cisterna Regia tornou-se no porão do novo palácio barroco. Uma secção desta sala foi usada mais tarde como câmara de gelo.

#### Porão do Rei
O Porão do Rei (Király pince) não é uma estrutura medieval, mas sim um gigantesco porão em tijolo da era barroca, situado sob o lado virado ao Danúbio do "Edifício E". Este porão foi enchido com toneladas de terra e entulho, mas a fachada este original do palácio sobreviveu sob o escombros. As paredes interiores do palácio barroco foram, na verdade, construídas sobre a velha fachada. Da fachada original só resta a secção da base, com sete metros de altura.
Esta ala foi construída pelo rei Sigismundo de Luxemburgo no início do século XV e reconstruída pelo Rei Matias Corvino 50 anos mais tarde. A fachada este sobrevivente foi construída com grandes blocos de pedra finamente entalhados. Esta seguia o contorno da Colina do castelo com uma quebra no meio. Um gigantesco contraforte foi acrescentado, assim como uma torre rectangular com dois contrafortes nos cantos. Foi possível reconstruir a parte mais baixa de um balcão da torre com três elegantes mísulas góticas decoradas com cúspides.
Não foi possível demolir o Porão do Rei por razões estruturais (todo o palácio barroco foi assente sobre ele) mas o entulho interior foi removido em 1961. A fachada medieval foi reconstruída dentro do espaço do porão entre 1961 e 1965. Atualmente a história arquitectónica do palácio pode ser lida a partir de camadas entremeadas do passado. A parede exterior do porão foi quebrada por grandes janelas, construídas para permitir a entrada da luz do dia.

## Obras de Arte

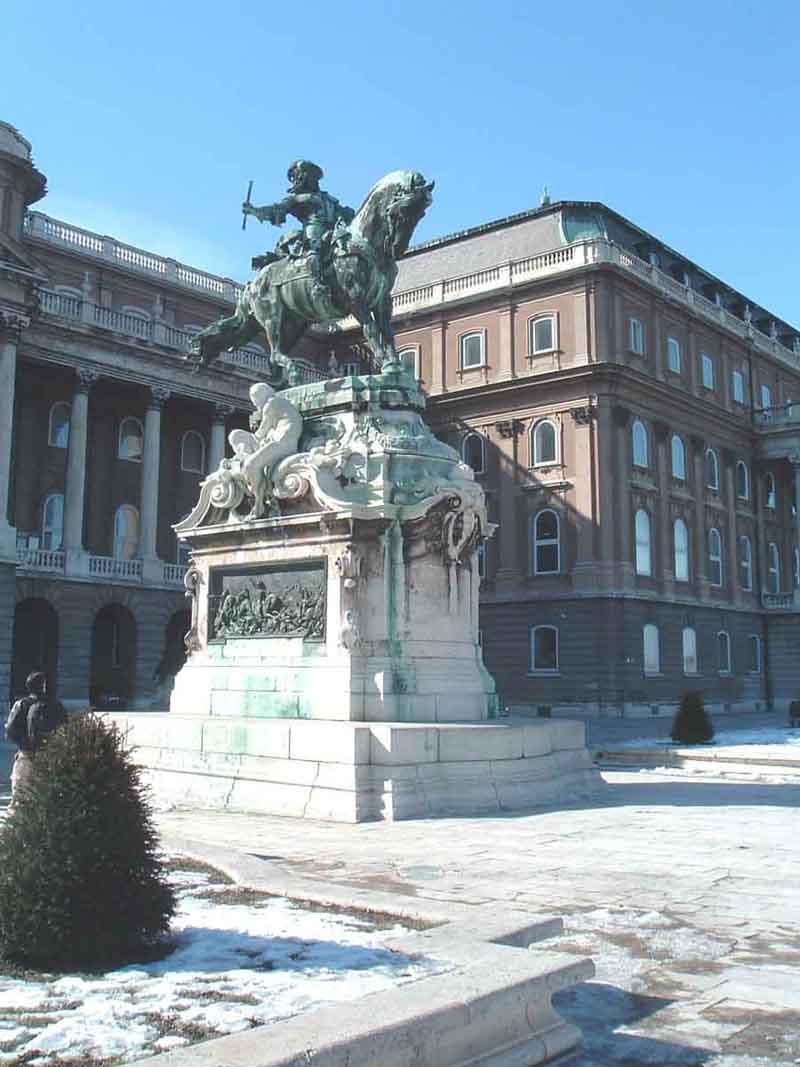
Monumento do Príncipe Eugénio de Sabóia.

O Palácio Real e os seus jardins foram decorados com obras de arte desde a sua fundação no século XIV. Apenas fontes escritas falam sobre os trabalhos medievais mais importantes. Em relação às decorações artísticas do século XIX existem detalhadas informações pictóricas e escritas, as quais foram criadas pelos mais importantes artistas húngaros da viragem do século. Muitas das estátuas sobreviveram às destruições causadas pelo cerco de Budapeste em 1944, tendo sido restauradas mais tarde. Por outro lado, importantes obras de arte foram destruídas durante a controversa reconstrução do castelo ocorrida nas décadas de 1950 e 1960.

### Monumentos escultóricos
- Fonte de Matias (Mátyás-kút) - A espectacular fonte encontra-se a decorar o pátio oeste do palácio. Mostra um grupo de caçadores liderados pelo Rei Matias Corvino, juntamente com cães de caça, um veado morto, Galeotto Marzio com um falcão e Szép Ilonka com uma corça. Este grupo de pessoas ergue-se entre rochas caídas, com água a correr para um tanque. A fonte foi feita pelo escultor Alajos Stróbl. O veado morto foi modelado a partir de um majestoso animal abatido pelos caçadores furtivos na floresta, o qual foi possuído por Stróbl em 1896. A escultura danificada foi restaurada depois da Segunda Guerra Mundial. Actulmente é, talvez, o objecto mais fotografado no palácio.
- Monumento do Príncipe Eugénio de Saboia - A estátua equestre do príncipe Eugênio de Saboia ergue-se no terraço do Danúbio, numa posição proeminente sobre Budapeste. A estátua neobarroca foi feita pelo escultor József Róna para a cidade de Zenta, mas a cidade não teve recursos para pagar o seu preço. O monumento foi comprado, em 1900, como uma solução temporária até que a planeada estátua equestre do Rei Francisco José estivesse pronta. Isso nunca viria a acontecer pelo que o Príncipe Eugénio permaneceu no seu plinto. Este plinto está decorado por dois relevos em bronze, mostrando a captura dos movimentos de terra em Zenta e a decisiva carga de cavalaria na famosa batalha.
- Domador de Cavalos - A estátua do domador de cavalos da Hortobágy, domesticando um cavalo selvagem, erguia-se inicialmente em frente da Escola de Equitação no antigo terraço Újvilág. É obra de György Vastagh, datada de 1901. A estátua foi exibida na Exposição Universal de 1900, em Paris. A estátua danificada foi removida durante a década de 1960, mas foi mais tarde restaurada e erguida no pátio oeste do palácio, em 1983, próximo da Fonte de Matias.
- Turul - O mitológico Turul, no alto sobre o Danúbio, foi feito por Gyula Donáth, em 1905. O plinto e a grade neobarroca ornada (trabalho de Gyula Jungfer) foram seriamente danificados durante o cerco de Buda, mas foram restaurados, em 1981, juntamente com o brasão partido do Reino da Hungria existente no plinto.

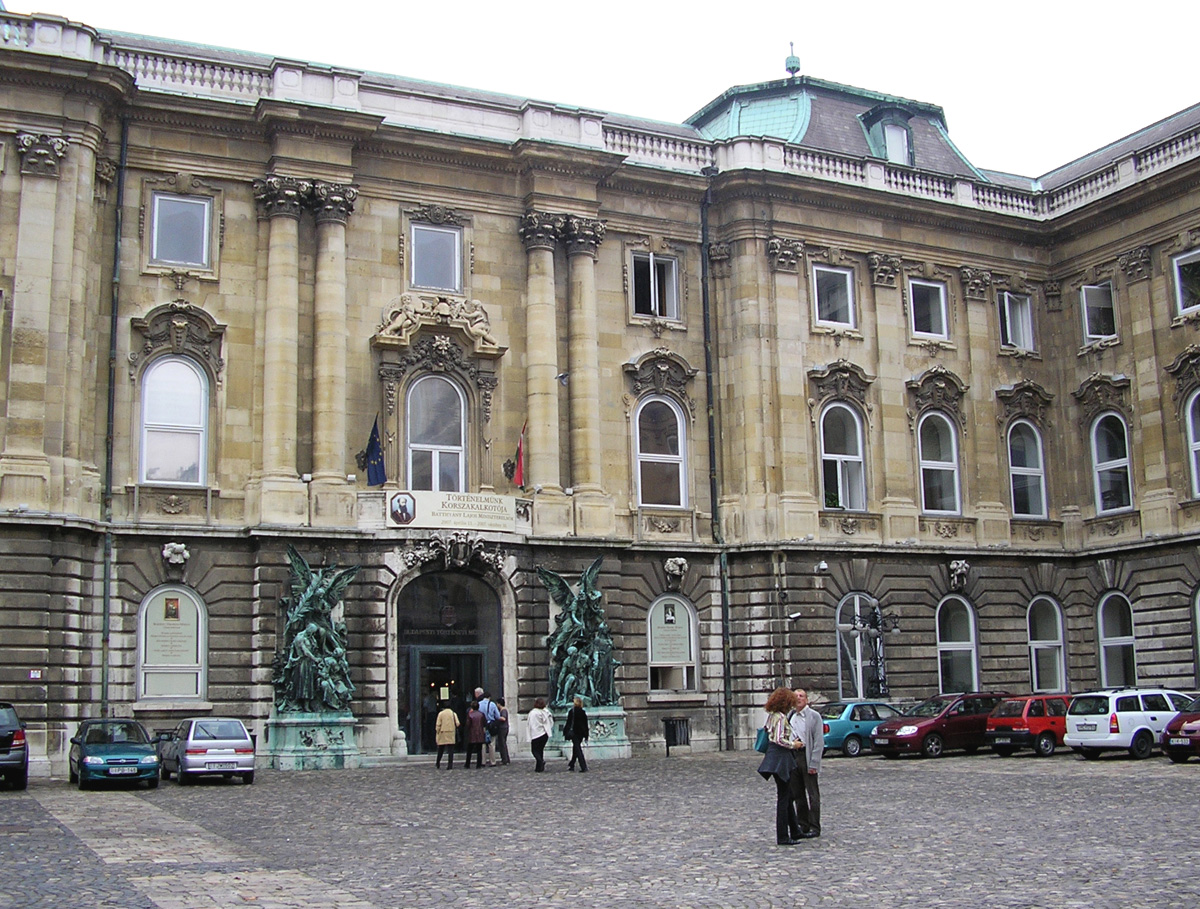
Guerra e Paz à entrada do Museu de História de Budapeste.

- Crianças Pescando - A Fonte da Crianças Pescando, no terraço do Danúbio, é obra do escultor Károly Senyey, de 1912. Representa duas crianças em combate com um peixe gigantesco. A fina manufactura da rede de pesca é notável. A fonte foi removida em 1955 e reerguida na Praça Rákóczi, em Peste. No entanto, foi trazida de volta ao seu lugar original em 1976, vindo a ser restaurada em 2001.
- Csongor e Tünde - As duas estátuas representando Csongor e Tünde, figuras literárias do drama de Mihály Vörösmarty, decoravam originalmente os Degraus Habsburgo. São obra do escultor Miklós Ligeti, de 1903. Os degraus foram demolidos depois da guerra mas as estátuas foram salvas e reerguidas, em 1976, no topo de dois plintos em concreto próximo dos seus lugares originais.
- Leões - Existem dois pares de leões a guardar o portão monumental que conduz ao Pátio dos Leões. As quatro estátuas são trabalho de János Fadrusz, de 1901. Os animais que se erguem no lado exterior do portão são ameaçadores, enquanto que os do pátio interior são calmos e dignos. Um dos leões foi partido em dois durante a guerra mas foi recriado na década de 1950.
- Guerra e Paz - As monumentais estátuas alegóricas de bronze representando a Guerra e a Paz ladeiam a entrada do Museu de História de Budapeste. São obra de Károly Senyey. Tanto a Guerra como a Paz são representadas por anjos, um deles com uma trombeta e o outro com um ramo de oliveira. Sob o anjo da Paz está um soldado que regressa para a sua família enquanto que sob o anjo da Guerra está um soldado otomano morto e antigos guerreiros húngaros.
- Existem monumentos sepulcrais na Tumba Palatina, decorados com estátuas de György Zala, Alajos Stróbl e Károly Senyey.

### Obras de Arte perdidas
- Hungria - Este monumental grupo escultórico decorava a fachada principal (norte) do palácio, enfrentando a Praça Szent György. No topo do ático, coroando a fachada, erguia-se a figura feminina da Hungria, a representação alegórica da Hungria. Duas figuras semi-nuas,  uma masculina e outra feminina, estavam sentadas de ambos os lados. Representavam a Indústria e o Comércio. O grupo foi feito pelo escultor Gyula Jankovits, em 1905. O grupo foi destruído, juntamente com toda a fachada norte, durante a década de 1950.
- Grupo do Frontão - O frontão sobre os Degraus  Habsburgo estava decorado com um grupo alegórico de Károly Senyey, representando a Apoteose da Monarquia Dual. Este grupo foi destruído durante a década de 1950, juntamente com o grande brasão do Reino da Hungria que coroava originalmente a fachada. O actual frontão é plano, sem qualquer decoração escultórica.
- Apoteose da Dinastia Habsburgo - O tecto da Sala Habsburgo estava decorado com um gigantesco fresco, representando a a apoteose da Dinastia Habsburgo. Foi o último trabalho importante de Károly Lotz, pintado em 1903, um ano antes da sua morte. O artista já estava seriamente doente quando trabalhou no fresco. A Apoteose seguiu a tradição da pintura barroca da Corte e o trabalho foi elogiado por críticos contemporâneos. O fresco sobreviveu ileso à guerra mas foi destruído na década de 1950.

## Museus
O Museu de História de Budapeste está localizado na Ala Sul do Castelo de Buda, no chamado "Edifício E", estendendo-se por quatro andares. Este museu apresenta a história de Budapeste desde as suas origens até ao final da era comunista. Também é nesta área que está a parte restaurada do Palácio Real Medieval, incluindo a Capela Real e a abobadada Galeria Gótica. No exterior podem ser vistos os pequenos jardins nos "zwingers" (vedações muradas) medievais. Também contém um poço fechado e uma magnífica vista da área circundante, o Bairro do Castelo. Existe ali uma torre que pode facilmente ser acedida na área exterior, e um passeio no mesmo nível. Tanto a torre como o passeio proporcionam surpreendentes panoramas de Budapeste, especialmente do edifício do Parlamento, do Danúbio e das ruas vizinhas. O Castelo de Buda também acolhe a Galeria Nacional Húngara. Como parte do castelo, existem ali escavações e ruínas menores. Muitas destas podem ser acedidas.